# Realismus (literatura)

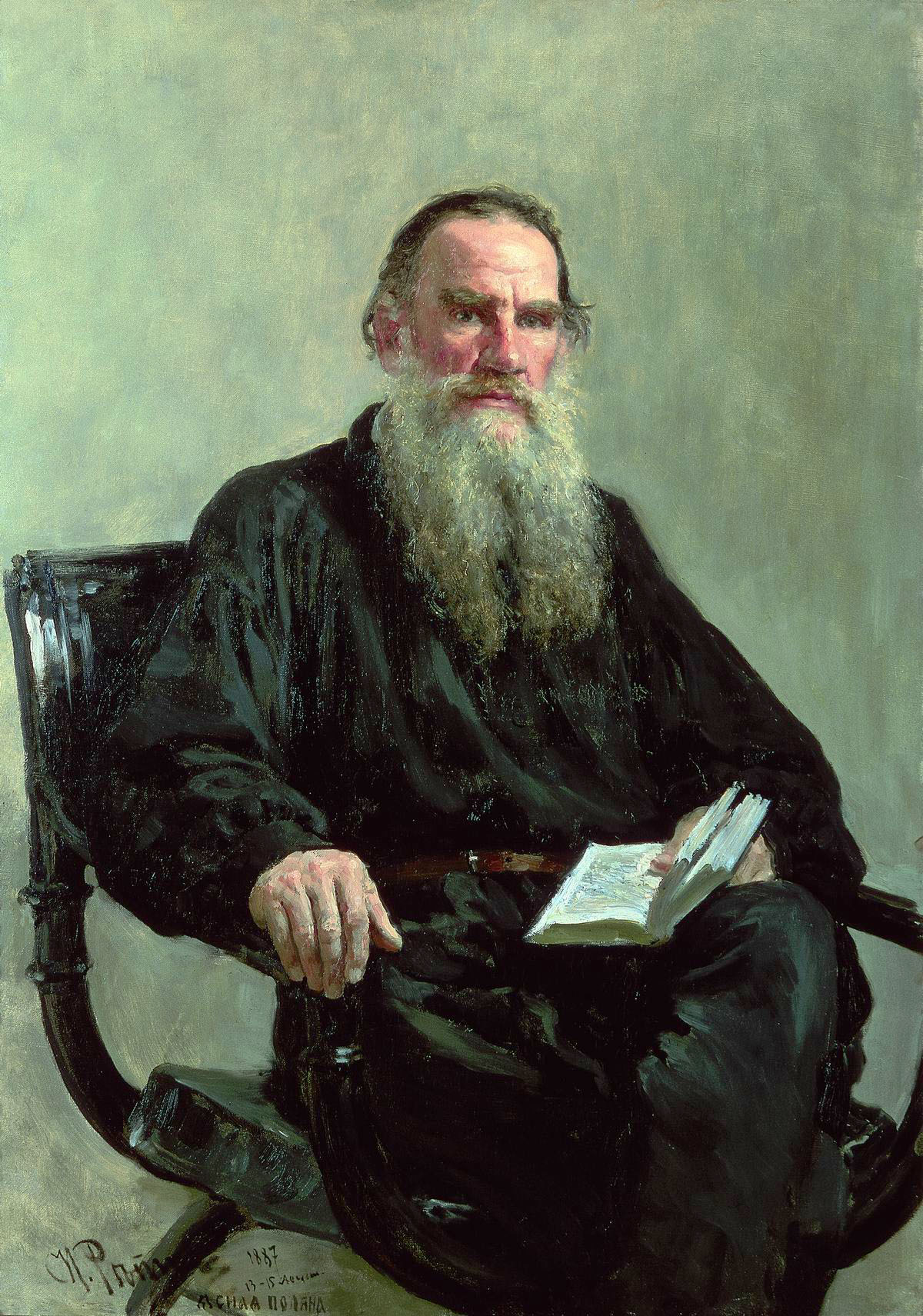
Lev Nikolajevič Tolstoj, ruský realistický spisovatel

Realismus je možné v kontextu literatury vztáhnout na umělecký směr, epochu, na literární program nebo také vůbec na šíře chápaný styl. V umělecké a literární kritice se termín realismus systematicky objevuje od poloviny 19. století, kdy jej jako označení svého jednoduše formulovaného a protiromanticky zaměřeného programu začali používat malíř Gustave Courbet a spisovatel a kritik Champfleury. Z Francie pojem rychle pronikl do dalších zemí, zejména do Německa (kde se stal heslem literárního historika Juliana Schmidta a spisovatele a teoretika Gustava Freytaga) a Anglie (kde se ho chopila spisovatelka George Eliot). V nejužším chápání ovšem může být jako realistická vnímána také pouze jediná generace evropských spisovatelů: Richard Daniel Lehan ji vymezuje léty 1848 a 1871, s tím, že pak je realismus vystřídán naturalismem. Ve Spojených státech amerických podle něj realismus trvá od americké občanské války (1861–1865) do přelomu století. V realismu jsou romantické ideály krásy a lásky nahrazovány hodnotou životní pravdy. Umělci se nezaměřují primárně na výjimečnost, zvláštnosti či bizarnost, jak tomu bylo v romantismu, místo toho si všímají na prvním místě typičnosti, toho, co má řada jevů společné. Václav Černý popisuje ideály realistů v konfrontaci s romantismem jako „věrnost objektivní skutečnosti, nepředsudečné, iluzemi nezastřené a falešným idealismem nezmatené, pozitivní poznání lidské povahy a jejich reálných vztahů k lidské společnosti“.
Realismus byl nicméně často chápán negativně, ať už pro údajnou obscénnost, ze které byl obviněn Gustave Flaubert po vydání Paní Bovaryové, nebo později, zejména v modernismu, když byl odsuzován jako styl „simplicistní (simplifikující, (příliš) zjednodušující), měšťácký (maloměšťácký) a konvenční (stylizovaný)“. Marxistický literární vědec György Lukács naopak vykládal realismus jako způsob, jako „správně“ uchopit společenské rozpory. Výrazné podněty do zkoumání realismu vnesl francouzský strukturalista Roland Barthes, když upozornil na „pravděpodobno“, textovými strategiemi vyvolaný dojem, že text je pravdivý. Patrně nejslavnější takovou strategií je popis zdánlivě triviálního detailu, což ve svém zásadním textu „Efekt reálného“ (1968) Barthes ukazuje na příkladu barometru ve Flaubertově próze Prosté srdce.
V české literatuře byly rozšíření a teoretické reflexe realismu spojeny s rozvojem románu. Estetik Otakar Hostinský se pak v eseji „O realismu uměleckém“ (1890) pokusil o první zastřešující zhodnocení realismu; dalšími vlivnými teoretiky realismu byli v českém prostředí sémiotik Roman Jakobson („O realismu v umění“, 1921) a literární historik Zdeněk Nejedlý („O realismu pravém a nepravém“, 1948). Právě vinou Nejedlého ideologizujících textů se pro další generace teoretiků a umělců stal realismus „vyprázdněným pojmem“. Také zahraniční badatelé se však někdy domnívají, že realismus je jako pojem užíván tak široce, že ztratil význam, s výjimkou případů, kdy je využit jako protiklad k jinému směru, například expresionismu, surrealismu nebo naturalismu.
Zolův naturalismus má však k realismu velmi blízko – do konce 19. století se realismus a naturalismus užívaly synonymně, přičemž realismus byl často chápán jako širší označení. Později se objevují také termíny kritický realismus, socialistický realismus a magický realismus.

## Charakteristika
Hlavními žánry realismu se staly román a povídka. Zejména román byl mladým a na výsluní teprve přicházejícím žánrem, a proto se v něm dobové tendence otiskly silněji. Poezie naproti tomu spíše ustupovala, jelikož byla spojována s romantismem, proti kterému se realismus obecně vymezoval. Co se dramatu týče, Steven Earnshaw uvádí, že po většinu 19. století „skomíralo“. Teprve ke konci 19. století se objevila významná jména realistického dramatu jako Ibsen, Strindberg a Čechov.
Zánik zemědělských společností a vzestup průmyslu vedl k proměně jak v románové látce, tak v technice vyprávění. Hrdinství bylo potlačeno a konflikty již nebylo možné řešit pouze citem. Věcem neobvyklým a výjimečným začala konkurovat banalita a všední protiklady. Tematizovány byly následky neuvážených rozhodnutí a často bezvýchodná morální dilemata. Pozornost byla upřena rovněž na sociální otázky: chudobu, rozdíly mezi chudými a bohatými a život v rozvíjející se kapitalistické společnosti. Zatímco středověké texty byly spojeny s oslavou šlechtického světa, panských sídel, hrdinství a milostných rituálů aristokracie, měšťanské čtenářstvo mělo zájem také o literární díla zaobírající se namlouváním, manželstvím, rodinou, obchodem a výměnou a konflikty spojenými se soupeřením o peníze a úspěch. Velcí autoři realismu mnohdy zachycovali proměnu kultury kolem sebe – Charles Dickens vzestup industriální Anglie, Honoré de Balzac úpadek šlechty a vzestup ambiciózních mladíků z periferií v pařížské společnosti a Fjodor Michajlovič Dostojevskij postupný zánik ryze zemědělského charakteru Ruska.
Součástí realismu je deklarovaná snaha o napsání „objektivního narativu“, tedy o zobrazení světa natolik poctivě a pravdivě, nakolik to jen bude možné. Richard Daniel Lehan označuje realistický román za most mezi romantickým a naturalistickým románem, neboť se pokoušel zobrazit především život běžné střední (někdy i nižší) třídy a byl kritický vůči symbolickým a alegorickým postavám romantismu. Pam Morris však na druhou stranu uvádí, že populární a poněkud paradoxní předpoklad, že realistická fikce by měla být hodnocena podle toho, jak věrně text odpovídá jednotlivým věcem a událostem reálného světa, není zcela přesný; doslovné naplnění takového předpokladu nebylo ve skutečnosti cílem ani u realistických autorů 19. století – a 20. století pak vůbec možnost přesně poznávat svět a podávat o něm realistické svědectví podrobilo ostré kritice.

## Historie realismu
Podle Pam Morris vychází realismus 19. století především z osvícenských tradic, zejména ze sekularizace, ustavování kapitalistických vztahů, racionalizace a růstu vědeckého porozumění světu v průběhu 18. století. Přestože je období realismu v užším slova smyslu často omezováno pouze na střední část a konec 19. století, nacházejí literární vědci a kritikové také ve starších dílech realistické prvky, případně je dokonce přímo označují za raná realistická díla. Richard Daniel Lehan míní, že prvním realistou byl Daniel Defoe. Defoeovy romány podle něj předznamenávají příchod moderního realismu, neboť se vzdávají alegorických a na symbolice postavených světů ve prospěch konkrétních míst Defoeovy současnosti, ať už Londýna nebo Robinsonova ostrova. Oliver MacDonagh říká o románu Rozum a cit (1811), že by vzhledem k detailnímu a přesnému zachycení života anglické šlechtické rodiny „dost možná mohl být prvním anglickým realistickým románem“. Realistické prvky je ale možné hledat i v mnohem starší literatuře – hovoří se například o chaucerovském realismu.
U mnoha autorů na přelomu romantismu a realismu je obtížné rozhodnout, do kterého ze směrů jejich díla zařadit. Walter Scott byl podle Markuse Bernauera ve volbě historické látky inspirován romantickým územ, jeho způsob vyprávění je však již realistický, a proto by měl být umisťován na pomezí obou epoch. Ve Francii byly Scottovy historické romány, jako například Waverley (1814), již čteny jako realistické a napomohly k ustavení francouzského realismu. Také u ruského romantika Puškina hovoří někteří kritikové o formování či přímo zrodu ruského realismu – nejčastěji v souvislosti s Evženem Oněginem (1825–1832), Borisem Godunovem (1825) nebo poémou Hrabě Nulin (1825). O těchto dílech uvádějí, že „mísí romantické a realistické prvky“.

## Obecné teorie realismu
Úvahy o realismu začínají již Aristotelovým pojmem mimésis, znamenajícím nápodobu či zobrazení skutečnosti v uměleckém díle. Darío Villanueva uvádí, že realismus tento starší pojem prakticky nahradil, nicméně někdy bývají oba výrazy zaměňovány. Sami teoretičtí tvůrcové moderního realismu si přitom existenci konceptu mimésis uvědomují a odkazují k němu. Louis Edmond Duranty, francouzský teoretik a spolutvůrce realistického programu v 50. letech 19. století, uvádí, že jedinou novinkou na realismu je jeho označení.
Také pozdější teoretikové realismu často chápou realismus jako široce chápaný styl či způsob psaní, objevující se v každé době, nejen v 19. století, přestože pojetí 19. století je důležité a revoluční. Český estetik Otakar Hostinský ve své studii „O realismu uměleckém“ (1890) označuje realismus za „pravdu uměleckou“ či „věrnost obrazu uměleckého“ a tvrdí, že je jedním z estetických prvků či činitelů krásna, není tedy na krásnu nezávislý, nebo dokonce kráse protikladný. Hostinský se nedomnívá, že by tvůrce realistického literárního díla měl nutně psát o tom, co se skutečně stalo, klíčová je pravděpodobnost. Realistický autor nemusí být nutně doslovným napodobovatelem reality, své dílo stylizuje, aby se vzniklá iluze realitě vyrovnala.
Roman Jakobson ve stati „O realismu v umění“ rozlišuje tři možná chápání realismu: realismus jako snahu autora o nápodobu skutečného života, realismus jako domněnku vnímajícího, že dílo zobrazuje reálný život, a realismus jako jeden konkrétní umělecký směr 19. století. Připomíná přitom ale, že věrnost skutečnosti deklarovaly víceméně všechny umělecké směry: klasicismus, sentimentalismus, do jisté míry také romantismus, samotný realismus, expresionismus, futurismus a další. Domnívá se, že realismus je neobyčejně relativní koncept a mění se společně s kulturou.
Německý literární historik Erich Auerbach ve své přelomové publikaci Mimesis: Zobrazení skutečnosti v západoevropských literaturách (1946) rovněž vychází z teze, že v západní kultuře je možné realismus hledat kontinuálně. Realismus má podle něj kořeny v židovsko-křesťanské tradici a lze jej nalézt například ve středověkých textech v podobě figurálního realismu. Realistické zobrazování skutečnosti bylo podle Auerbacha omezeno starověkým a především klasicistním pojetím „tří stylových rovin“, neoddělitelně spojující styl s obsahem. Realismus 19. století, zejména v podobě „plebejského“ naturalismu, toto rigidní propojení zrušil.
Také René Wellek tvrdí, že realismus v širším slova smyslu, tedy jako věrnost přírodě, tvoří hlavní proud umělecké a kritické tradice víceméně ve všech dobách. Jako příklad klasicistního naturalistického argumentu jmenuje zásadu tří jednot: v d'Aubignacově pojetí časová jednota znamená, že se všechny události mají odehrát za takovou dobu, jakou trvá samotné divadelní představení, tedy zhruba během tří hodin, jednota místa vychází z předpokladu, že jeviště nemůže realisticky představovat více různých míst. Také anglický kritik Samuel Johnson nebo německý básník, dramatik a teoretik Gotthold Ephraim Lessing uplatňovali podle Welleka realistická či naturalistická východiska. Wellek na základě těchto úvah dospívá k závěru, že realismus je regulativní pojem, ideální typ, který nikdy nemůže být zcela naplněn a vždy se bude muset pojit s jinými rysy. Epochu realismu 19. století pak proti ostatním vymezuje důrazem na moment historičnosti (vývoje), odvrácením od romantického důrazu na ego, představivost, mýtus, symbolickou metodu a oživenou přírodu. Klasicismus označuje za směr modernímu realismu v mnoha ohledech podobný, byť některé teze byly odlišné – jako oddělování stylových rovin pro jednotlivé látky nebo důraz na všelidskost typu, nikoli jeho společenskou determinovanost Jako problém realismu pak vidí především skutečnost, že při dokonalém naplnění by mohl setřít rozdíl mezi uměleckou tvorbou a prostým dokumentárním sdělováním skutečnosti, a tudíž by nemohl fungovat jako estetika.

## Kritický realismus
Kritický realismus je termín, který zavedla pozdější literární věda, především marxistická. Někdy bývá užíván jednoduše jako synonymum pojmu realismus, jindy je zdůrazňován rozdíl v podobě negativní kritiky vůči dobové společnosti. Jan Otokar Fischer hovoří o snaze textů kritického realismu „hodnotit a soudit“ nové společenské vztahy a o „protestujícím obrazu nejaktuálnější současnosti“.

## Socialistický realismus
Pojem socialistický realismus vznikl ve 30. letech 20. století v Sovětském svazu za účelem označení komunisticky orientovaného umění, především literatury. Proklamovanými východisky byla estetika realismu 19. století, optimismus, výchovné působení a sdílnost (lidovost); úkolem pak bylo „převychovávat pracující v duchu socialismu“. Postupně získal socialistický realismus normativní rysy a stal se závaznou metodou. V poválečných letech se zdiskreditoval, když byl užíván v kampaních proti nonkonformním umělcům. V českém prostředí měly být naplněním ideálů socialistického realismu například Řezáčovy romány Nástup (1951) a Bitva (1954), od konce 50. let však zůstal už jen vágní formulí.

## Magický realismus
Pojem magický realismus se poprvé objevil ve 20. letech 20. století v Německu jako označení malířského směru Nová věcnost. V kontextu literatury se aplikuje od 50. let 20. století, kdy začal být využíván pro popis zprvu převážně latinskoamerických textů. V nich z realistické struktury vyprávění (spojené s konkrétními společenskými a politickými okolnostmi) vystupují fantastické prvky odvozené z mýtů, rituálů a snů. Spojují se tedy dva zcela protikladné systémy řádu, realistično a nadpřirozeno. Mezi nejvýznamnější představitele tohoto směru patří Gabriel García Márquez, Salman Rushdie a Isabel Allende. Magický realismus lze také chápat obecněji, jako mezinárodní stylový fenomén, jehož stopy nalezneme ve sbírce Tisíc a jedna noc, v artušovském cyklu nebo i romantických a postmoderních dílech.

## Realismus v národních literaturách

### Česko

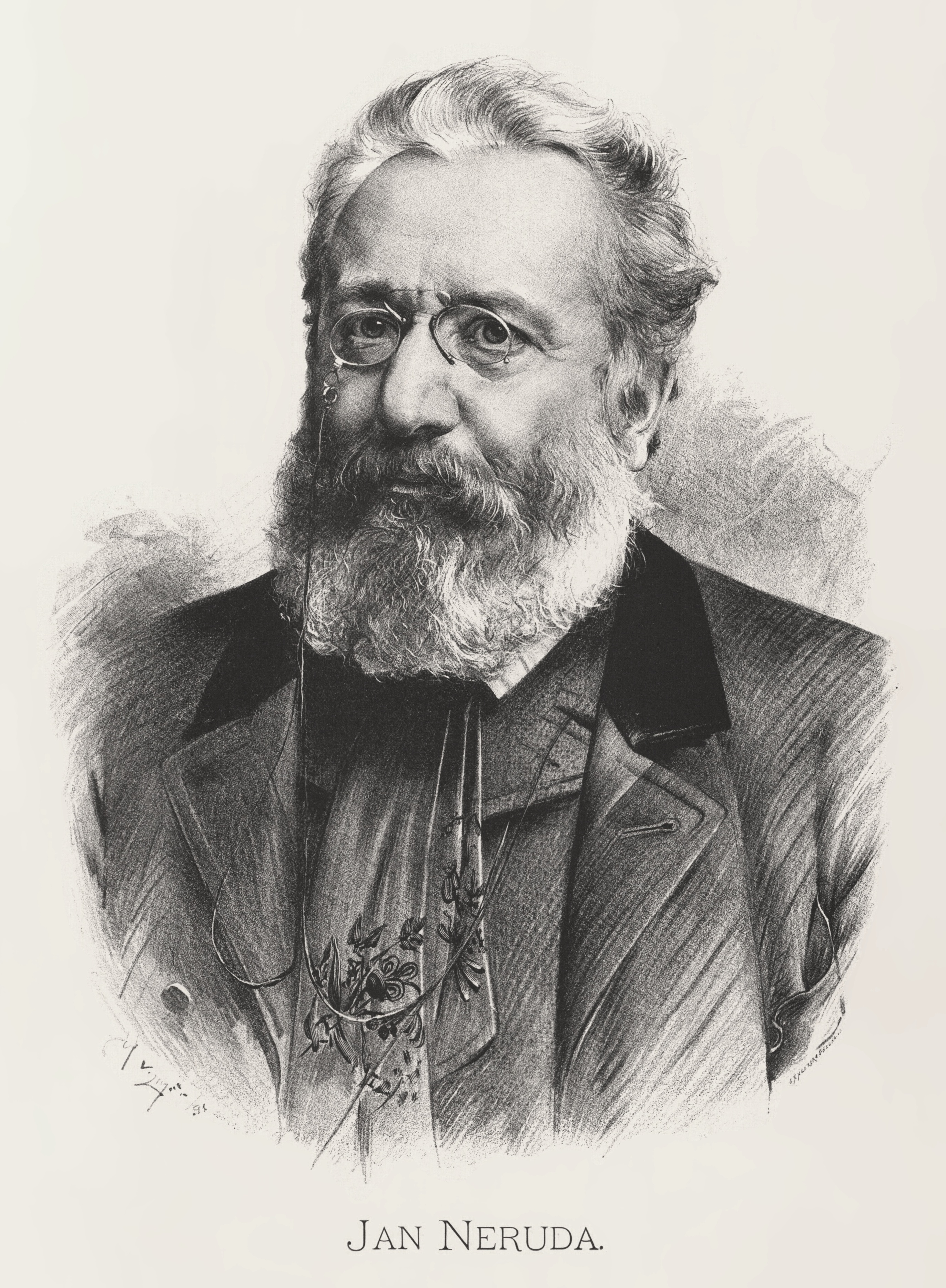
Jan Neruda výrazně ovlivnil český realismus

V české literatuře nastoupila nová generace tvůrců společně s almanachem Máj. V prvním ročníku, vydaném v roce 1858, zveřejnili své texty mimo jiné Jan Neruda, Vítězslav Hálek, Adolf Heyduk, Rudolf Mayer, Karolina Světlá, Josef Václav Frič, ale také starší spisovatelé jako Karel Jaromír Erben, Božena Němcová a Karel Sabina. Jan Neruda v návaznosti na Karla Sabinu formuloval program spočívající v literárním zkoumání všelidských otázek (nikoliv tedy již primárně národních) a v poznávací funkci literatury. V článku „Škodlivé směry“ (1859) charakterizoval cíle těmito slovy: „Jest především potřebí, abychom se lidi znát naučili, život jejich, a tedy také jejich potřeby, radosti i žaly prozkoumali, potřebujeme tedy například věrné povídky ze života, obrazy lidí ve všech poměrech, sbírky pravdivých příkladů, zkušenosti nevymyšlené a skutečné.“ Někdy bývají Májovci označováni za rané realisty. Přestože se hlásili k odkazu Karla Hynka Máchy a navazovali na něj pocitem rozervanosti a nenaplněných tužeb, vzhledem ke svému „romantickému základu a metafyzickému vzletu“ Mácha pro tyto realistické pozitivisty zůstával víceméně cizí osobností.
Májovci zesvětštili svou tematiku a věnovali se v první řadě společenskému životu a sociálním konfliktům. Ve svých textech se vyrovnávali s bachovským absolutismem (1851–1859), rychle postupující industrializací a pocitem zevšednění a střízlivosti. Do české literatury vnesli májovci také snahu o propojení české kultury se zbytkem Evropy. Arne Novák charakterizuje období mezi léty 1860 a 1879 jako „tendenční realismus v duchu světoobčanském“. V prózách májovců (zejména Vítězslava Hálka a Karolíny Světlé) zpočátku převažovalo vesnické prostředí. Májová generace tak navazovala na etnografické literární snahy přítomné už v 50. letech 19. století, především na Boženu Němcovou a její Babičku (1855) a kněze Františka Pravdu a jeho Povídky z kraje (1851–1853). Městské prostředí začalo být využíváno později. Charakteristickou májovskou prózou umístěnou do města jsou Nerudovy Povídky malostranské (1878). Ty jsou již napsány z pohledu nezaujatého pozorovatele, nikoliv hodnotitele mravů; stojí na pomezí mezi romanticky idealizující a realistickou prózou a jsou považovány za základ moderní české povídky. Neruda bývá proto srovnáván s významnými cizojazyčnými povídkáři své doby, Maupassantem a Čechovem. Novák označil Nerudu za jednoho z prvních, kdo v českém prostředí uváděli do literatury „postřeh realistický“. Žánrové drobnokresby zasazené do města psal v 70. letech také Alois Vojtěch Šmilovský. V románech generace májovců se dlouho udržovaly romantické syžetové prvky (tajemství, dvojnictví, citové vzněty, náhlé dějové zvraty), teprve postupně byly vytlačovány snahou o zachycení aktuálního prostředí a lidské psychiky. Mezi výrazné průkopníky raného realistického románu patří Gustav Pfleger Moravský, autor Ztraceného života (1864) a Paní fabrikantové (1873); propojoval romantickou a senzační napínavost s nesmělými náběhy k realistické malbě prostředí a vnitřního života postav. Karolina Světlá proslula pěti dramatickými romány z prostředí Podještědí: Vesnický román (1867), Kříž u potoka (1868), Kantůrčice (1869), Frantina (1870) a Nemodlenec (1873). Alois Vojtěch Šmilovský se proti romantismu vymezuje romány Parnasie (1873) a Martin Oliva (1874). Na linii mravoličných románů posléze navázal Antal Stašek svým prvním románem Nedokončený obraz (1878). Jakub Arbes rovněž pokračoval v těchto tradicích, avšak zároveň již ohlašoval období největšího rozkvětu realismu díly jako Kandidáti existence (1878) a Moderní upíři (1879).
V plné síle realismus nastoupil v české literatuře až v 80. letech 19. století. Od počátku byl provázen spory a odmítáním ze strany konzervativní kritiky, kteří vnímali nová témata a umělecké postupy jako lacině senzační, oplzlé a hanebné. Zároveň již v okolní Evropě i v českých zemích sílila hnutí protirealistická a protipozitivistická. Většina českých realistických a naturalistických spisovatelů kromě umělecké tvorby vykonávala běžné občanské zaměstnání na úřadě, v novinách nebo ve škole.

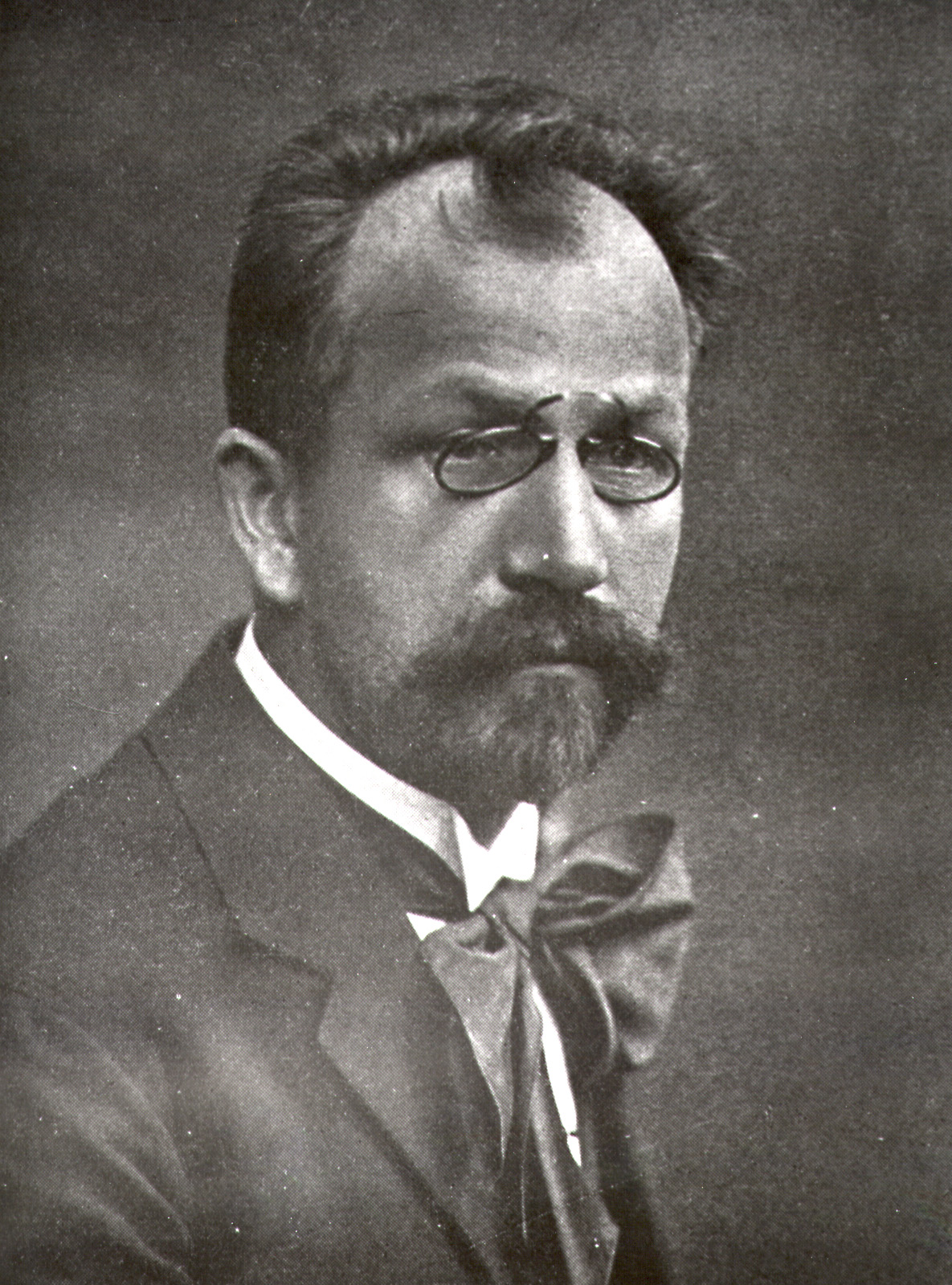
Vilém Mrštík, autor stati O realismu v dramatickém umění (1887)

V poezii se do realistické tábora zařadili ironický skeptik Josef Svatopluk Machar sbírkou Confiteor (1887) a Antonín Sova sbírkou Realistické sloky (1890) (později se přihlásil k modernismu). Arne Novák nazývá Machara největším básníkem českého realismu a označuje jeho dikci za stručnou, jadrnou a soustředěnou; později, po roce 1903, se Macharovo psaní objektivizuje a od témat osobních přechází k sociálním a politickým tématům. Lyriku opouští ve prospěch analýzy.
České realistické drama ovlivnil zpočátku Vilém Mrštík svou statí O realismu v dramatickém umění (1887), v níž odmítá výjimečného romantického hrdinu a žádá kresbu povšechného života, typovost a logickou a jednoduchou posloupnost. Mezi realistické dramatiky pak patří zejména Ladislav Stroupežnický, autor her Naši furianti (1887), Vojtěch Žák, výtečník (1891), Zkažená krev (1891) nebo Na Valdštejnské šachtě (1892). Dále lze jmenovat Františka Adolfa Šuberta a jeho hru Drama čtyř chudých stěn (1893), Matěje Anastáziu Šimáčka a jeho Svět malých lidí (1890), Františka Xavera Svobodu a jeho Směry života (1892) a Útok zisku (1894) nebo Josefa Štolbu s cenzurou postiženým dramatem Peníze (1895). Vesnické tematice se v divadelních hrách věnovala především Gabriela Preissová, proslavila se dramaty Gazdina roba (1890) a Její pastorkyňa (1891), zobrazujícími tragické osudy ženských hrdinek. Za kriminální drama lze považovat hru Maryša (1894) bratrů Mrštíkových. Realismus ovlivnil také dramata Aloise Jiráska, především pak vesnické hry Vojnarka (1890) a Otec (1894).

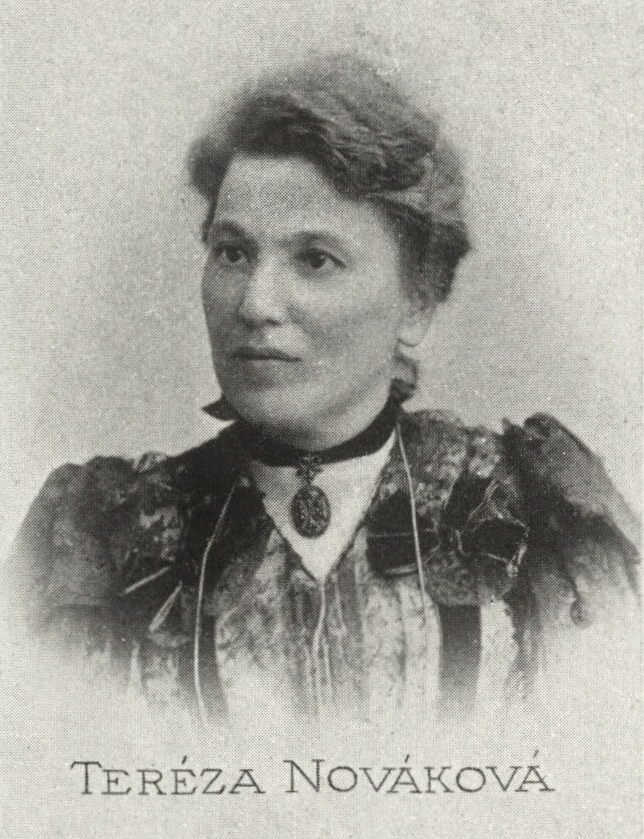
Teréza Nováková, česká realistická autorka

V české realistické próze se objevovala snaha zobrazit člověka utvářeného dynamickým prostředím. Karel Václav Rais zasazoval své texty do prostoru neidylizované, často drsné vesnice. Obzvláště hrdinové jeho kratších próz pak patřili mezi tragické, osamělé a opuštěné typy; morálka a city byly podřizovány hmotným zájmům. Příkladem jeho povídkové tvorby mohou být Výminkáři (1891) nebo Horské kořeny (1892). Mezi romány patří dramatický Kalibův zločin (1895) a optimističtější prózy Zapadlí vlastenci (1894), Západ (1896) a Pantáta Bezoušek (1897). O městském prostředí psal Ignát Herrmann, pozornost vzbudil obzvlášť román U snědeného krámu (1890); taktéž se v Nerudových stopách pokoušel pronikat do prostředí pražské spodiny. Tragický osud studenta ve velkoměstě zpracoval Vilém Mrštík v románu Santa Lucia (1893), ovlivněném již impresionismem. Obtížné životy dělníků a studentů ve městě inspirovaly rovněž Matěje Anastáziu Šimáčka. Autorem analytických próz byl Antal Stašek, mezi jeho díla patří kupříkladu Blouznivci našich hor (1895). Teréza Nováková tvořila monografické romány z venkovského prostředí východních Čech a navazovala na Světlou a Staška. Mezi její nejvýraznější díla patří historický Jan Jílek (1904) o raněnovověkém protestantském exulantovi, Jiří Šmatlán (1907) o chudém ševci, Děti čistého živého (1907) o náboženské sektě a posmrtně vydaný Drašar (1914) o knězi Josefu Václavu Justinu Michlovi. Hrdinové Terézy Novákové, často chudí, bývají intelektuálně výjimeční, hloubaví a kreativní, avšak nepraktičtí. Mluva jejích postav je na rozdíl od jazyka hrdinů Světlé velmi silně zbarvena nářečím. To však, společně s neviditelností vševědoucího vypravěče, patří mezi typické prvky rozvinutého realismu.
Na konci 19. století se ustavil žánr rozsáhlé románové kroniky, obvykle postavený kolem protikladu zdravého venkova a zkaženého města a protikladu starého a nového, často spojený také s motivy náboženskými a rasovými. Alois Jirásek zachycuje tyto otázky v pětidílném F. L. Věkovi (1888–1906) o dobrušském kupci (inspirován autentickou osobou Františka Vladislava Heka) a ve čtyřdílné skladbě U nás (1896–1903) o páteru Havlovickém (podle kněze Josefa Regnera). Výrazným představitelem vesnické kroniky je Josef Holeček, selský život zpodobnil v desetidílné románové kronice Naši (1898–1930). Moravské prostředí zobrazil Jan Herben v románu Do třetího a čtvrtého pokolení (1889–1892) a též bratři Mrštíkové v díle Rok na vsi (1903–1904). František Xaver Svoboda je podepsán pod šestidílnou románovou kronikou Rozkvět (1898) a čtyřsvazkovým cyklem Řeka (1908–1909).
Specifický proud v rámci českého realismu tvoří historické prózy. Alois Jirásek umisťuje do popředí svých příběhů nikoliv výjimečné dějinné osobnosti, nýbrž standardní dobové charakterové typy. Od raných kratších prací (jako byli Psohlavci (1886) o chodském povstání) došel, inspirován mimo jiné Tolstým a Sienkiewiczem, až k rozsáhlým románovým skladbám o husitství: Mezi proudy (1887–1890), Proti všem (1893) a Bratrstvo (1899–1908). Během 1. světové války se obrátil k pobělohorskému období s románem Temno (1915). Druhou výraznou osobností realistické historické prózy byl kulturní historik Zikmund Winter. Ten se od raných beletrizovaných historických dokumentů přesunul k psychologizovaným portrétům jedinců v historicky věrohodném prostředí – k nim patří Rozina Sebranec (1903–1905), Panečnice (1907) nebo vrcholný román Mistr Kampanus (1906–1907). Na své často tragikomické postavy nahlíží Winter bez sentimentu, zobrazuje jejich smyslné, animální stránky a odhaluje je jako mnohdy vysloveně monomanické, posedlé chtíčem peněz, rozkoše či moci.
V 90. letech 19. století již přecházel český realismus v jiné směry, zejména v rámci nástupu moderny: vliv získává symbolismus, impresionismus nebo dekadence. Jako přirozené pokračování realismu je chápán naturalismus, někdy je dokonce pod realismus podřazován; v českém prostředí se kromě biologického a sociálního determinismu často pojí se zobrazením živočišné pudovosti a kriminality. K nejvýraznějším českým naturalistům patří Karel Matěj Čapek-Chod, autor Antonína Vondrejce (1915), nebo Josef Karel Šlejhar, jehož nejslavnějším dílem je Kuře melancholik (1889). Na přelom realismu a naturalismu je možné umístit Karla Klostermanna, romanopisce Šumavy a Pošumaví, a jeho díla jako Ze světa lesních samot (1893) nebo V ráji šumavském (1906). Klostermann ve svých textech klade důraz na dramaticky viděnou šumavskou krajinu, často vystavující jeho hrdiny nebezpečným situacím.

### Francie

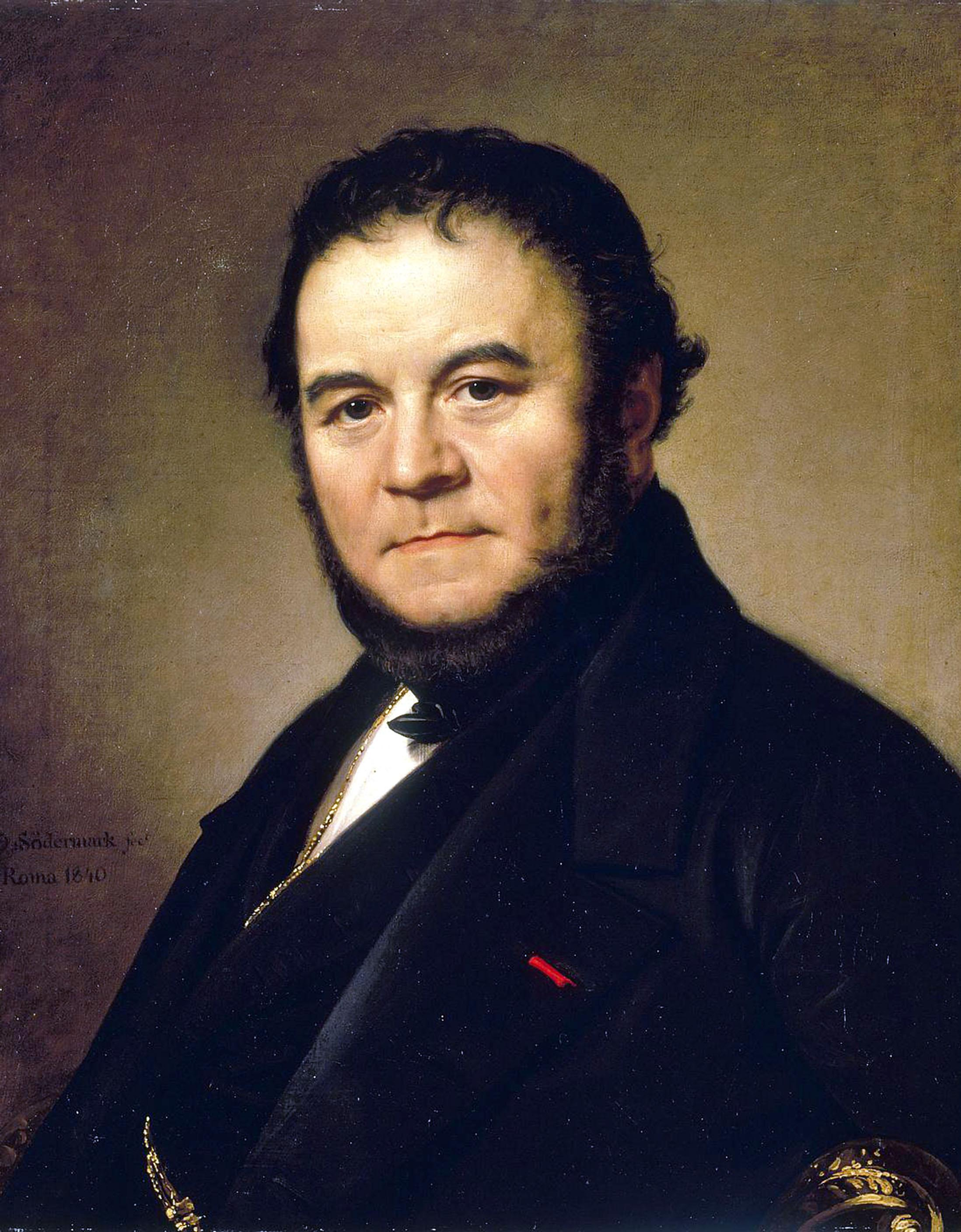
Stendhal, zakladatel francouzské realistické tradice

Pojem „realismus“ se ve Francii začal používat pro označení nových tendencí v umění ve 30. letech 19. století; ve 40. letech pak již byl v uměleckých kritikách zcela běžně užívaným termínem. Nejvýznamnější osobou stojící u přechodu od literárního romantismu k realistickým metodám a ideálům je Henri Marie Beyle, známější pod pseudonymem Stendhal. Tento autor, ač v mnohém ještě ovlivněný romantickým obdobím a způsobem tvorby, se při psaní svých románů inspiroval aktuální společenskou tematikou a užíval detailů odpozorovaných ze skutečnosti, uvádí se proto, že se již blížil realismu. Georges Blin označuje Stendhalův postup za „subjektivní realismus“, někdy bývá popisován také jako „psychologický realismus“. Ann Jeffersonová nazývá Stendhala zakladatelem francouzské realistické tradice, prvním romanopiscem, který zachytil dobovou Francii a její sociální, kulturní a ekonomickou realitu. Jako příklad realistického prvku bývá uváděna pasáž v bitvě u Waterloo v románu Kartouza parmská (1839). Pohled na důležitou dějinnou událost je decentralizovaný, účastníci bitvy ji nevidí jako soudržný celek, nýbrž jako sled matoucích a nepochopitelných drobnějších událostí. Literární kritik Émile Faguet v textu z roku 1892 vidí hlavní realistický prvek v rozuzlení, které „v Kartouze parmské končí rezignací na velké napoleonské ideály, monotónností a sobectvím buržoazního způsobu života; závěr příběhu je šedivější a plošší než ve starším, romantičtějším Stendhalově díle, románu Červený a černý“ (1830).

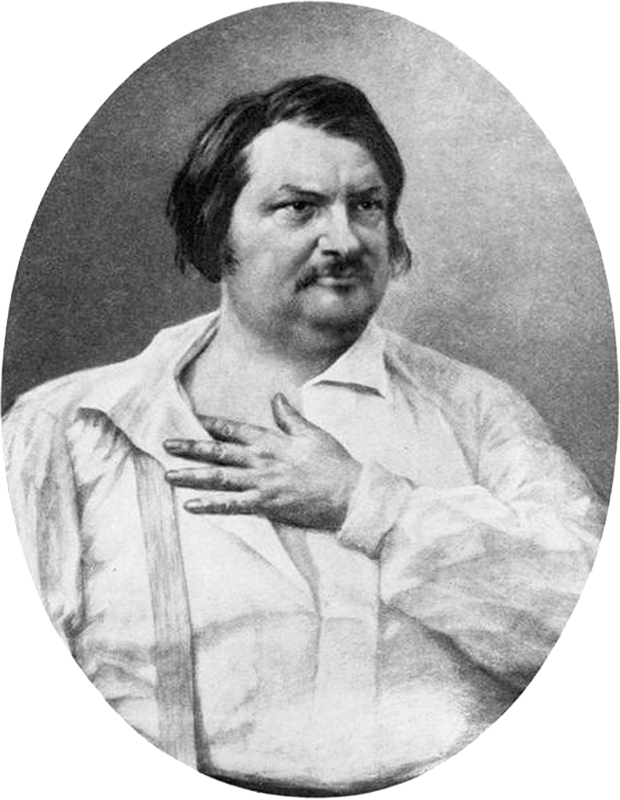
Honoré de Balzac, autor Lidské komedie

Nástup realismu ve francouzském prostředí je spojen především s rozsáhlým dílem Honoré de Balzaca. Ten začal psát svůj soubor textů nazvaný Lidská komedie (1828–1849) v reakci na dobové vědecké spory o vývoji druhů a vztahů organismů a prostředí. V rámci své „filosofické antropologie“ se pokusil dokázat vliv podmínek na život jedince. V předmluvě ke svému cyklu (1842) jej definoval jako „inventář lidských neřestí a ctností“. Jednotlivá díla rozřadil Balzac na studie mravů, studie analytické a studie filosofické. Studie mravů se následně podle prostředí dělí na výjevy ze života soukromého, například slavný Otec Goriot (1834), dále pak výjevy ze života venkovského, kam spadá kupříkladu Evženie Grandetová (1833), výjevy ze života pařížského, výjevy ze života politického, výjevy ze života vojenského, mezi něž patří například Šuani (1829), a výjevy ze života vesnického. Studiemi filosofickými Balzac reagoval na texty Saint-Martinovy a Swedenborgovy. Při popisu postav uplatňoval Honoré de Balzac zásady fyziognomie, spojující vzhled člověka s jeho charakteristickými vlastnostmi. Svými romány se Balzac zařadil k vrcholným romanopiscům 19. století. S raným francouzským realismem je spojena také Delphine de Girardinová, patrně jediná francouzská autorka, která přijala realistická východiska.
V 50. letech 19. století se tvůrci nové doktríny realismu a jejími hlavními hlasateli stali kritikové Jules François Husson, publikující pod pseudonymem Champfleury, a Edmont Duranty. Roku 1852 vytyčil Champfleury jako její základní princip dokumentarismus – snahu o co nejpřesnější reprodukci skutečnosti. Objektivní fakta měla být důležitější než tvůrčí představy. V roce 1857 vydali Champleury a Duranty manifest Le Réalisme (Realismus), v němž zkritizovali všechny dobové literární tendence, kromě balzacovského realismu. Fourieristům vytýkali politické ambice románu, idyličnost a nedostatek dobrého vkusu. Autory „populistických románů“ vinili z plané snahy o lidovost. Spisovatelé jako Eugène Sue nebo Alexandre Dumas se podle nich vyznačují bujnou fantazií a nerespektováním skutečných faktů. Dále tvrdili, že George Sand píše lyrizujícím, idylizujícím, vyumělkovaným stylem a že François Ponsard a jeho „měšťácký prozaismus“ a „škola zdravého rozumu“ se v opozici proti romantismu vyznačují absencí obrazotvornosti a fádním stylem.
Z francouzského prostředí se ideologie realismu posléze začala šířit do ostatních evropských zemí, zpočátku zejména Anglie a Německa. Podle nejpřísnějšího dodržování zásad pozitivistického realismu vznikla spíše méně významná díla. Mezi ně patří Champfleury Měšťané molinchartští (1855), Durantyho Neštěstí Henriette Gérardové (1860) nebo Murgerova Adeline Protatová (1853).

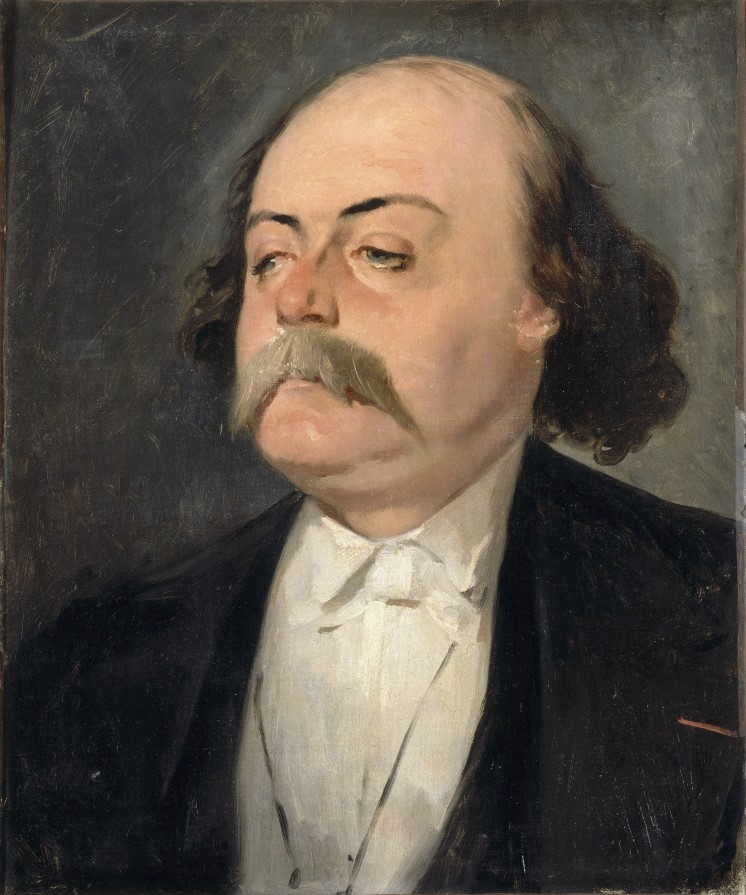
Gustave Flaubert, jeden z nejdůležitějších francouzských realistů

Svého dalšího velkého tvůrce nalezl realismus v osobě Gustava Flauberta, velmi pečlivého a pomalu tvořícího autora. Od dokumentárních realistů se lišil tím, že podle jeho názoru také realistická próza měla v první řadě vytvářet krásu a jakékoliv psaní z ideových důvodů znamenalo snižovat umění. Svým nejslavnějším dílem, úspěšným románem Paní Bovaryová (1856), vyvolal Flaubert skandál. Byl souzen jako autor „nemorálního románu“, avšak nakonec osvobozen. Dalšími jeho slavnými díly jsou historický román Salambo (1862), zasazený do starověkého Kartága, a Citová výchova (1869), Do dějin literatury se zapsala také povídka „Prosté srdce“, vydaná ve sbírce Tři povídky (1877), a nedokončený román Bouvard a Pécuchet (1881). Richard Daniel Lehan shrnuje Flaubertovu úlohu tvrzením, že co Balzac započal, to Gustave Flaubert pomohl dokončit. Mnohé Flaubertovy myšlenky týkající se správné podoby literárního díla ovlivnily francouzské i zahraniční spisovatele. Stavěl se proti představě, že by styl měl odpovídat tématu, a tvrdil, že neexistují krásné nebo ošklivé náměty a že vše záleží právě na stylu. Domníval se také, že romanopisec nemá právo vyjadřovat v textu svůj názor: „Vyjádřil snad dobrotivý Pán někdy na něco svůj názor? ... První kolemjdoucí je zajímavější než pan G. Flaubert, protože je obyčejnější, a tím pádem typičtější.“

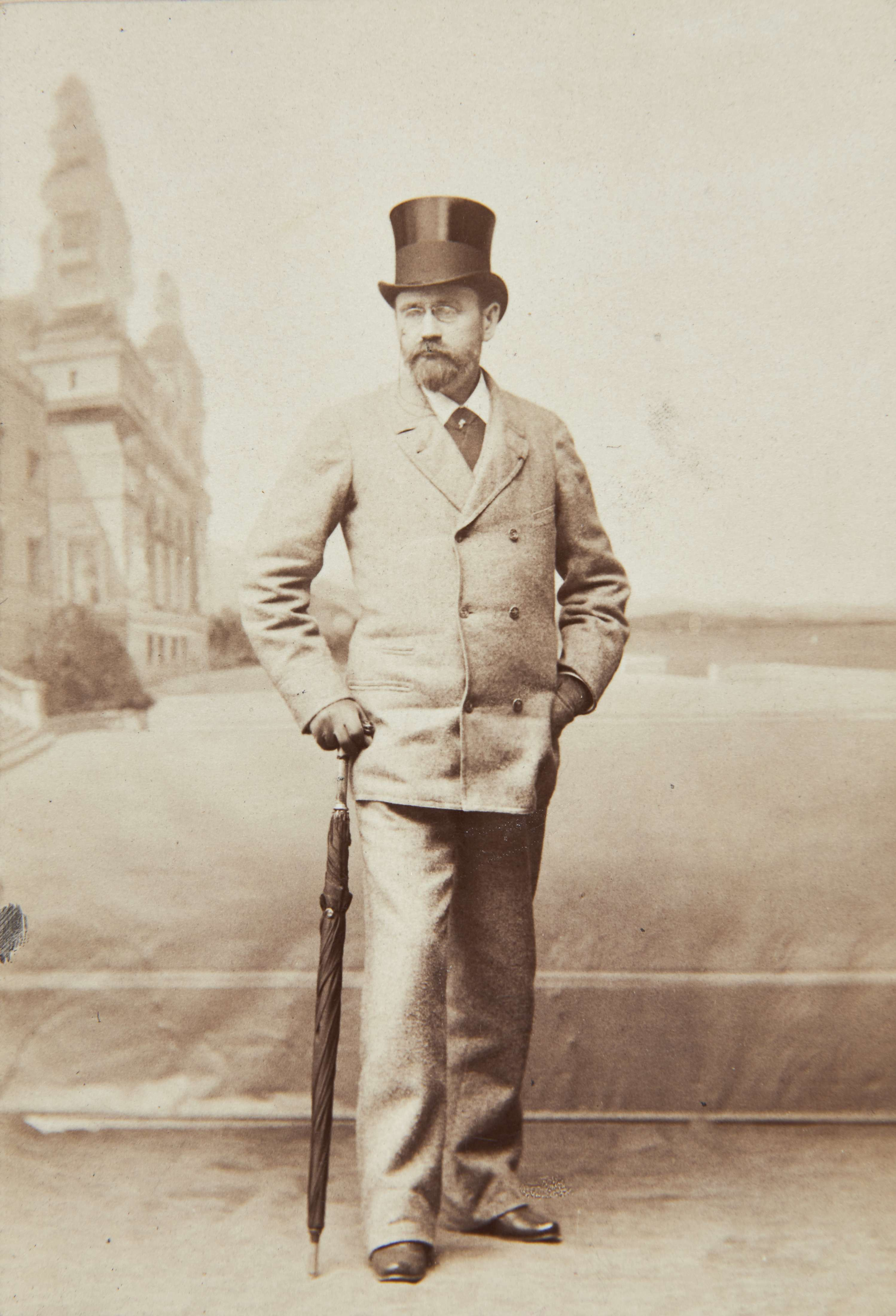
Émile Zola, nejvýznamnější autor a teoretik naturalismu

Alexandre Dumas mladší, dramatik a autor historických románů, se stal známým především jako autor románu Dáma s kaméliemi (1848). O čtyři roky později jej adaptoval do podoby divadelní hry, a započal tak éru realistických dramat.
Zvláštní odrůdou realismu, někdy pod realismus přímo podřizovanou, je naturalismus, rozvíjející se od 70. let 19. století. Za spojovací článek realismu a naturalismu je považována tvorba bratří Goncourtů – Edmonda a Julese. Jejich společný román Germinie Lacerteuxová (1865), zachycující životní úpadek prosté služky, bývá někdy označován za první dílo nového, naturalistického typu a model pro další tvorbu. Na rozdíl od naturistů v užším slova smyslu, věnujících se vždy určitému výseku života, věnovali bratři Goncourtové vždy velkou pozornost také formě díla či uměleckému výrazu. Spojovali realistickou dokumentarizaci skutečnosti s impresionistickým stylem, „artistním rukopisem“, snahou zachytit lidskou existenci co nejživějším a nejdynamičtějším způsobem.
Autorem naturalistického programu a zároveň jeho nejvýznamnějším uměleckým naplňovatelem se stal Émile Zola. Byl výrazně ovlivněn nejen goncourtovským realismem, ale také Comteho pozitivistickou filosofií a rodící se sociologií. Zola pracoval s tezemi filozofa a historika Hippolyta Taina o tom, že psychologie je odnoží fyziologie a vše je determinováno biologií a vnějšími vlivy, nezávisle na lidské vůli. Za první naturalistický román je považována Tereza Raquinová (1867), nejslavnějším a nejrozsáhlejším Zolovým dílem se však stal dvacetidílný cyklus Rougon-Macquartové (1871–1893), pojednávající o různých členech jedné rodiny v období Druhého císařství. Do něj spadají díla jako Zabiják (1877), Nana (1880) nebo Germinal (1885). Své teorie vyložil Zola v roce 1880 v pojednání Experimentální román.
Na Zolu navázali další naturalisté, povětšinou sdružení v médanské škole. Patří k nim především Guy de Maupassant, proslavený románem Miláček (1885) a svými četnými povídkami, například „Kulička“ (1879) či „Horla“ (1887). Do médanské skupiny patřili ale i méně známí spisovatelé jako Paul Alexis, Henry Céard, Léon Hennique. Ve svých prózách často využívali podrobné popisy a často se soustředili na popis všedního, nudného života. Mimo médanskou školu se nacházeli naturalisté jako Lucien Descaves nebo Paul de Bonnetain. Na okraj naturalismu lze zařadit provensálského prozaika a dramatika Alphonse Daudeta. Ten se sice naturalismu blížil zaznamenáváním dojmů a postřehů ze života a užívanou tematikou, nesnažil se však o objektivnost za každou cenu. André Maurois ve svých Dějinách Francie teprve tuto pozdní, naturalistickou fázi označuje za skutečný realismus, s tím, že ještě Flaubert stojí na hranici mezi realismem a staršími směry a poetikami.

### Rusko

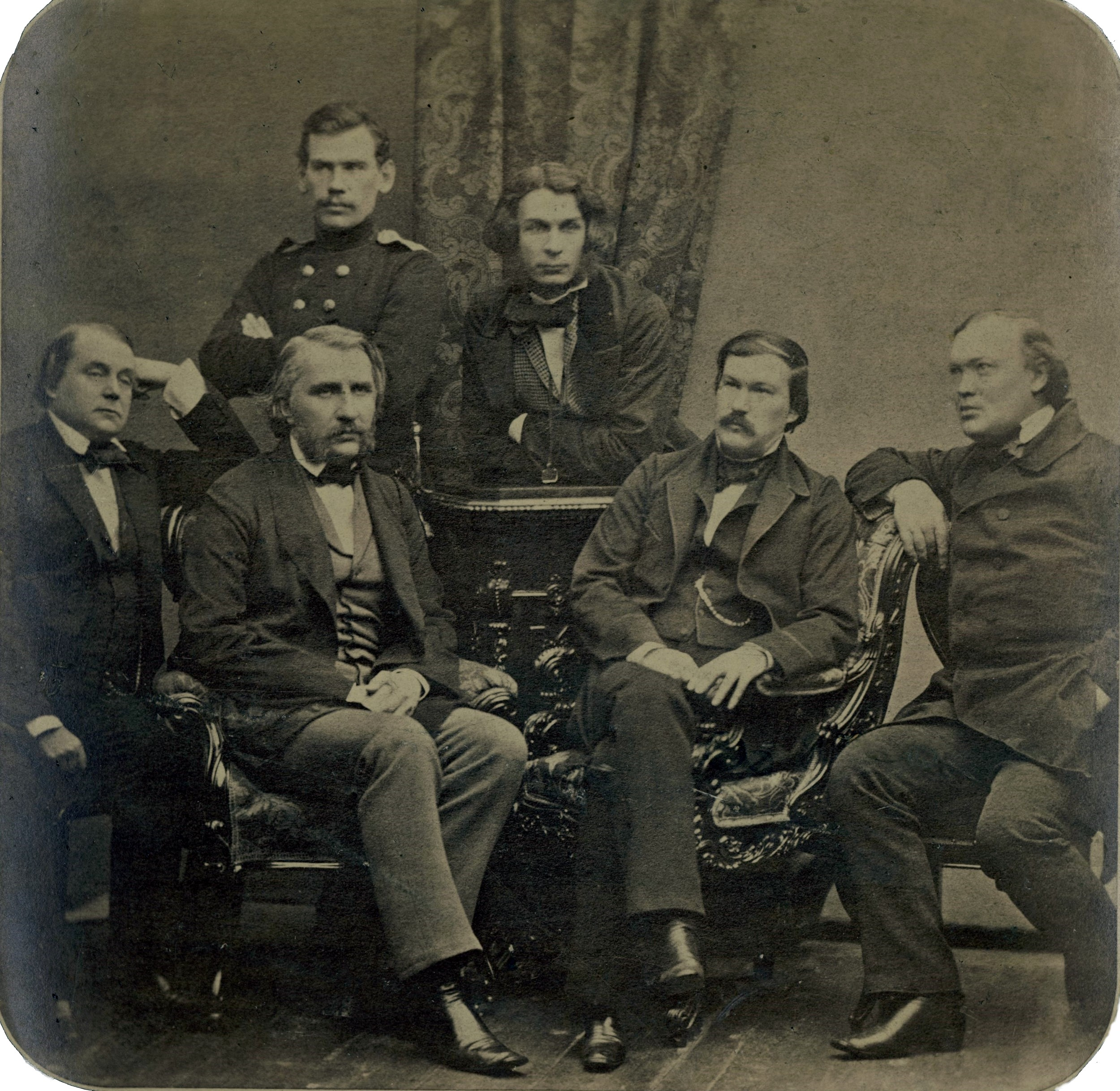
Skupinový portrét ruských spisovatelů (1856), nahoře zleva: Tolstoj, Grigorovič, dole zleva: Gončarov, Turgeněv, Družinin, Ostrovskij

Počátky ruského realismu je možné vysledovat již u Alexandra Sergejeviče Puškina a Michaila Jurjeviče Lermontova, nejvýznamnějších literátů ruského romantismu. V Lermonotovově Hrdinovi naší doby (1840), Puškinových Povídkách nebožtíka Ivana Petroviče Bělkina (1831) a v některých pasážích Evžena Oněgina (1825–1832) se objevuje silný cit pro detail, zejména při popisech přírody a života venkovanů. Proto bývají tato díla někdy chápána jako romantické texty s realistickými prvky nebo dokonce jako proto-realistické texty. Ještě během působení těchto dvou výrazných osobností, ve 30. letech 19. století, došlo v ruské literatuře k zásadní proměně. Celoevropský ústup romantismu ze scény a postupný vzestup realistických ideálů byl v Rusku doprovázen stoupajícím důrazem na prózu: nové čtenářstvo, neznalé básnických tradic, preferovalo přirozenější a každodennímu jazyku podobnější řeč povídek a románů. Na přelomu mezi romantismem a realismem stojí také Nikolaj Vasiljevič Gogol, prozaik a dramatik ukrajinského původu. Je nazýván „otcem ruského realismu“. Již jeho raná díla, jako například Večery na samotě u Dikaňky (1831–1832), čerpající z ukrajinského folklóru, nebo pseudohistorický Taras Bulba (1835), přesahují své romantické jádro. Gogolův slavný román Mrtvé duše (1842) je pak již považován za počátek ruského realismu v pravém slova smyslu.
Ve 40. letech 19. století se vůdčí silou v ruském realismu stala naturální škola, skupina prozaiků shromážděná kolem časopisu Vlastenecké zápisky a tvořená pozdějšími velkými jmény ruského realismu – patřili do ní mimo jiné Dostojevskij, Turgeněv, Gončarov a Tolstoj. Zpočátku publikovala v almanaších vydávaných Nikolajem Alexejevičem Někrasovem a čerpajících z poetiky francouzské fyziologické črty.

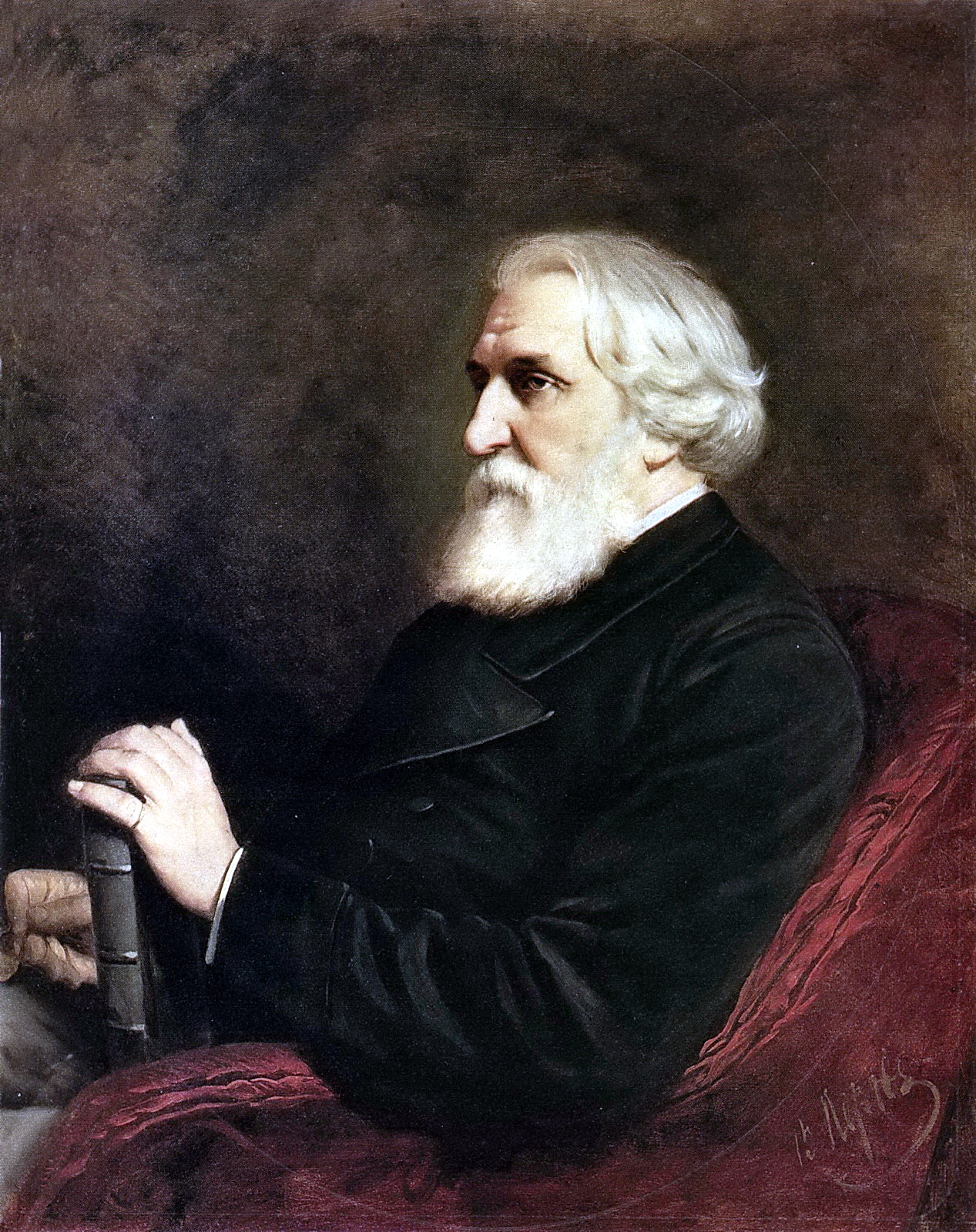
Ivan Sergejevič Turgeněv (1872), na portrétu realistického malíře Vasilije Perova

Fjodor Michajlovič Dostojevskij svým dílem navázal na Gogola a jeho zvláštní „romantický realismus“. Vypustil však většinu přímočaré komiky, racionalizoval nadpřirozeno a připojil filosofické podloží. Groteskno a absurdita se v jeho díle pojí s existenciálními motivy. Dostojevského nejslavnějšími romány jsou Zločin a trest (1866), Idiot (1869) a Bratři Karamazovi (1880). V nich tematizuje všeobecnou nejistotu, rozvrat a hledání hodnot v dobovém Rusku, zejména pak mezi vyděděnci a drobnými lidmi Dostojevského rodného Petrohradu.
Ivan Sergejevič Turgeněv se z řady ruských realistů vymyká skutečností, že většinu svého života prožil mimo svoji vlast, ponejvíce v Paříži nebo v lázeňských městech. Mezi jeho blízké přátele se počítali Henry James, George Sand, Gustave Flaubert a Émile Zola. Sbírkou povídek Lovcovy zápisky (1852) představil množství diferenciovaných a psychologizovaných lidových typů ruského venkova a vystavil kritice nevolnický systém. V Turgeněvově románu Otcové a děti (1862) se pak ukazuje střet generací tehdejšího Ruska: jeho hrdinou je mladý lékař Bazarov, cynický nihilista a anarchista, stavějící se proti tradičním a jednoduchým hodnotám venkovského života. Jiří Honzík označuje Turgeněnovovo dílo za „léto ruského realismu“; přestože si Turgeněv všímá také negativních stránek života, líčení společenských nerovností a katastrof neústí do tragédií a obžalob, nýbrž do melancholického smíření.
Romanopisec Ivan Alexandrovič Gončarov věnoval značnou pozornost drobným detailům a typizaci. Ve svém nejvýraznějším románu Oblomov (1859) předložil portrét „zbytečného člověka“ Oblomova, sice dobrého a čestného, ale zároveň také líného a apatického; přátelství ani láska ho nedokáží vyburcovat. Kniha však zároveň podává svědectví o dobovém ruském statkářsko-šlechtickém, úřednickém, podnikatelském a služebnickém světě, jenž Oblomova zplodil.

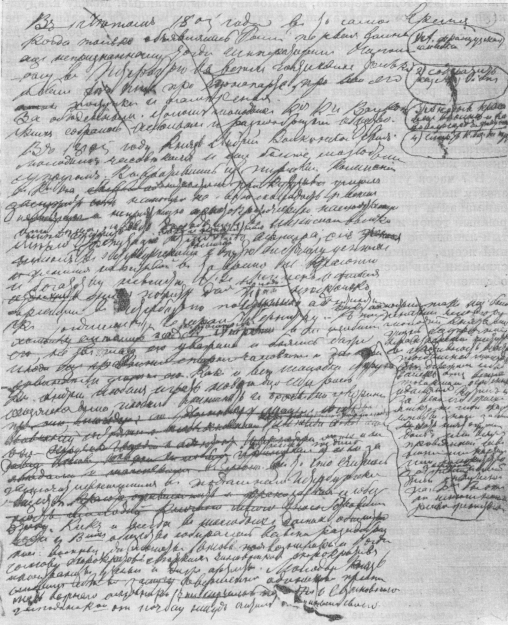
Rukopis Tolstého románu Vojna a mír

Za jeden z výrazných vrcholů ruského realismu je považován Lev Nikolajevič Tolstoj a především jeho obsáhlé romány Vojna a mír (1869) a Anna Karenina (1877). Tolstoj vycházel z předpokladu, že historie je natolik složitým propletencem příčin a důsledků, že se vymyká možnostem lidského porozumění. Ve Vojně a míru proto zobrazil velké množství významných i drobných událostí, které ovlivňují jedna druhou a vytvářejí panoramatický portrét celého jednoho desetiletí napoleonských válek. V Anně Karenině je záběr menší, osobnější: v kontrastu k sobě stojí dva osudy, na jedné straně Annin individuální tragický milostný příběh a na druhé straně zrání statkáře Konstantina Levina, reprezentujícího a ilustrujícího moderní přerod ruské společnosti.
Alexej Feofilaktovič Pisemskij se soustředil na provinční život, popis odívání, dialekty a lokální způsoby řeči a další detaily venkovského Ruska před rolnickými reformami. Slovinský literární vědec Janko Lavrin řadí Pisemského ke kritickému realismu. Spolu s ním uvádí jako nejvýznamnějšího představitele tohoto směru Michaila Jevgrafoviče Saltykova-Ščedrina. K jeho dílů patří mimo jiné chmurný román Panstvo Golovlevových (1880), popisující panskou rodinu bez práce, politické relevance či vůbec spojení s veřejným životem, a navíc už nechráněné systémem nevolnictví.
Dobově obdivovaným, byť v současnosti méně známým realistou je Sergej Timofejevič Aksakov, autor rodopisně autobiografických románových kronik Rodinná kronika (1856) a Dětství Bagrova vnuka (1858), působících jako mýtus či letopis o rudimentární monumentalitě života na ruské vesnici a vyhýbající se přítomným i minulým dějinným procesům. Prozaik a dramatik Alexandr Nikolajevič Ostrovskij je znám především románem Tisíc duší (1858), realistickou, kritickou a „anti-nihilistickou“ studií mladých radikálů. Gleb Ivanovič Uspenskij, představitel radikálně demokratického, protišlechtického křídla ruské literatury, se z tradičního pojetí realismu vymykal důrazem na přímé zachycování skutečnosti do té míry, že takřka opustil beletristické pojetí a psal stroze referujícím, publicistickým, až vědeckoanalytickým stylem. Postupně rozšiřovaný a publikovaný cyklus črt Ulice Na Ztracence byl v úplnosti vydán až roku 1886 a neobsahuje souvislý děj ani obvyklého individuálního hrdinu. Spíše jde o panoramatický záběr na předměstské panoptikum plné chudých nešťastníků, zproletarizovaných řemeslníků, pokoutních obchodníčků, deklasovaných kancelistů a nádeníků. Nikolaj Semjonovič Leskov využíval ve svých prózách techniky skazu, součástí jeho textů je nespolehlivý vypravěč a snaha o zachycení mluveného slova.

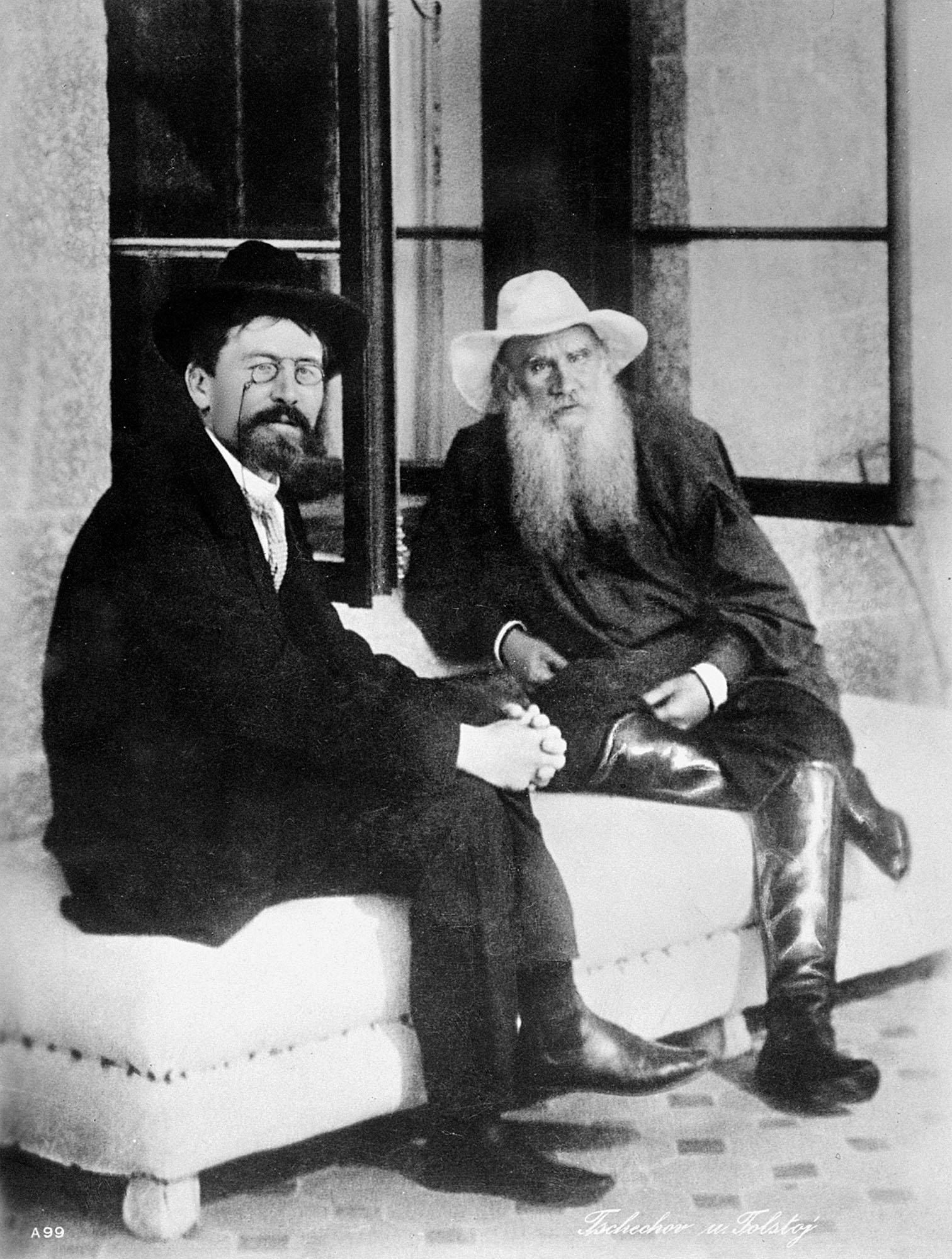
Anton Pavlovič Čechov a Lev Nikolajevič Tolstoj (1900)

Konec 19. století a začátek 20. století se nesl ve znamení posunu od klasiky směrem k moderně. Tradiční realistické poetiky „zlatého věku“ se prostupovaly s novodobými literárními směry, zejména s naturalismem, dekandencí a symbolismem. 90. léta 19. století jsou označována jako počátek „stříbrné věku ruské literatury. Ze slavných tvůrců byl v této době činný Anton Pavlovič Čechov. Je autor velkého množství povídek, jen v 80. letech 19. století jich napsal přes čtyři stovky. K jeho nejslavnějším divadelním hrám patří Racek (1896), Tři sestry (1901) a Višňový sad (1904). Čechov vycházel z realistických ideálů a konvencí a pokoušel se pomocí objektivního a nepředpojatého zobrazování světa ukazovat „život, jaký je“, v celé jeho trivialitě, a vystavovat ho tak kritice čtenářů a diváků. Svou tvorbou však realistická východiska překonával. Tolstoj přirovnal Čechovův styl k impresionistické malbě. Svým neobvyklým psaním a výrazným vlivem na kulturu konce století měl nemalý podíl na rozpadu klasického ruského realismu. Spisovatel Gorkij dokonce v roce 1900 v dopise Čechovovi určeném napsal, že „hubí realismus“ a že brzy už nebude vůbec možné realistická díla psát.
Ruský realismus nicméně pokračoval svou „novorealistickou“ podobou. Klíčovým mužem se stal právě Maxim Gorkij, vlastním jménem Alexej Maximovič Peškov. Tento prozaik, dramatik, básník a esejista zasáhl na konci století do ruské literatury bosáckými povídkami, vyprávějícími o chudých tulácích. Patří mezi ně například raný „Makar Čudra“ (1892). Z Gorkého sociálních dramat lze jmenovat hru Na dně (1902). Za jeho nejslavnější dílo je ovšem považována Matka (1907), příběh revolučního kvasu v dělnické kolonii. Gorkého životní dílo, rozsáhlý čtyřdílný Život Klimta Samgina (1925–36) zůstal vinou autorovy smrti nedokončen. Na konci života se Gorkij stal spoluzakladatelem socialistického realismu. Poté, co byl tento směr v roce 1934 na I. sjezdu sovětských spisovatelů vyhlášen ideologem Andrejem Alexandrovičem Ždanovem, přispěl Gorkij k jeho etablování tvůrčími příspěvky.
K dalším novorealistům se řadí rovněž Alexandr Ivanovič Kuprin, Boris Konstantinovič Zajcev a Leonid Nikolajevič Andrejev. Posledního jmenovaného je možné označit za Gorkého protiklad: upozorňoval na odvrácenou stranu revoluční morálky a proslavil se především svými pesimistickými, existenciálně laděnými díly, mezi nimiž vyniká „Povídka o sedmi oběšených“ (1902). Za novorealistu bývá někdy označován také Ivan Bunin, první ruský nositel Nobelovy ceny za literaturu.

### Anglie

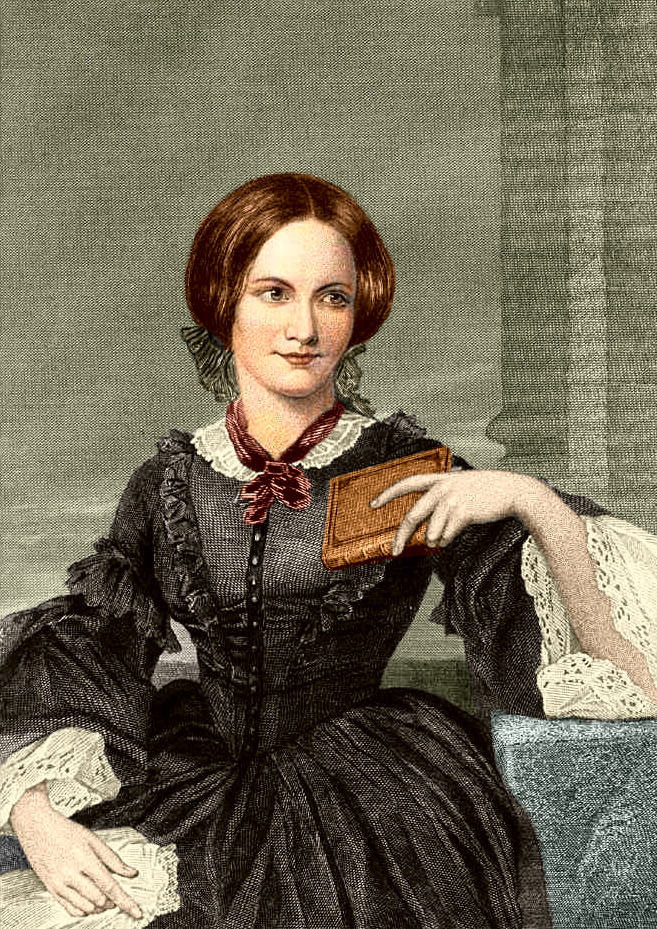
Charlotte Brontëová spojovala ve svých prózách romantické a realistické prvky

V Anglii se období největšího rozkvětu realistické literární tvorby překrývá s viktoriánskou epochou, tedy obdobím vlády královny Viktorie v letech 1837 až 1901. Kořeny anglického realismu je však možné hledat už v rané literatuře (chaucerovský realismus) a zejména u velkých romanopisců 18. století. Literární historik Ian Watt ve své vlivné knize Vzestup románu (1957) tvrdí, že román odlišovala od starší prozaických žánrů právě realističnost – objektivní zachycování času, prostoru a jazyka postav. Mezi rané realisty 18. století proto řadí Daniela Defoe, Henryho Fieldinga a Samuela Richardsona. Někdy bývá mezi rané anglické realisty počítána Jane Austenová, autorka románů rodinného života jako Rozum a cit (1811) nebo Pýcha a předsudek (1813). Oliver MacDonagh dokonce označuje Rozum a cit za první anglický realistický román. Richard Daniel Lehan hovoří u starších romanopisců o „komickém realismu“. Hlavní rozdíl pak spatřuje ve skutečnosti, že zatímco Fielding nebo Austenová svým dílem ještě oslavovali morálně jednoduchý svět šlechtických sídel, „romantičtí realisté“ viktoriánské doby už nekladou důraz na komunitu, nýbrž na jednotlivce, často ve střetu s lhostejnou společností a vystaveného nejednoznačným morálním rozhodnutím.
Autoři viktoriánské epochy jsou s realismem spojeni především ideově, cílem objektivního psaní, ke kterému si více či méně vztahují. Vymezení realismu bylo přitom předmětem sporů a úvah. Anglický pozitivistický filosof a literární kritik George Henry Lewes například prohlásil v roce 1858 realismus za základ veškerého umění, s tím, že opakem realismu není idealismus, nýbrž nepravda. Zároveň však kritizoval „detailismus“ či „šosácký realismus“, zaobírající se pouze triviálními a vulgárními aspekty života. Ani ve viktoriánském období nebyly ovšem realistické romány nikdy realistické „skrz naskrz“ a dokonce i v nejzdařilejších pokusech o realistický text, jako je například Middlemarch (1871–1872), narazíme na melodramatické prvky.
Mísení romantických (někdy dokonce nadpřirozených) a realistických prvků můžeme najít u sester Brontëových, tvořících zejména ve 40. letech 19. století. Emily Brontëová se proslavila románem Na Větrné hůrce (1847), Charlotte Brontëová je autorkou zejména románů Jana Eyrová (1847) a Villette (1853) a nejmladší, méně známá Anne Brontëová napsala například Dvojí život Heleny Grahamové (1848). Texty sester Brontëových často tematizují sociální postavení žen, zejména guvernantek nebo učitelek.

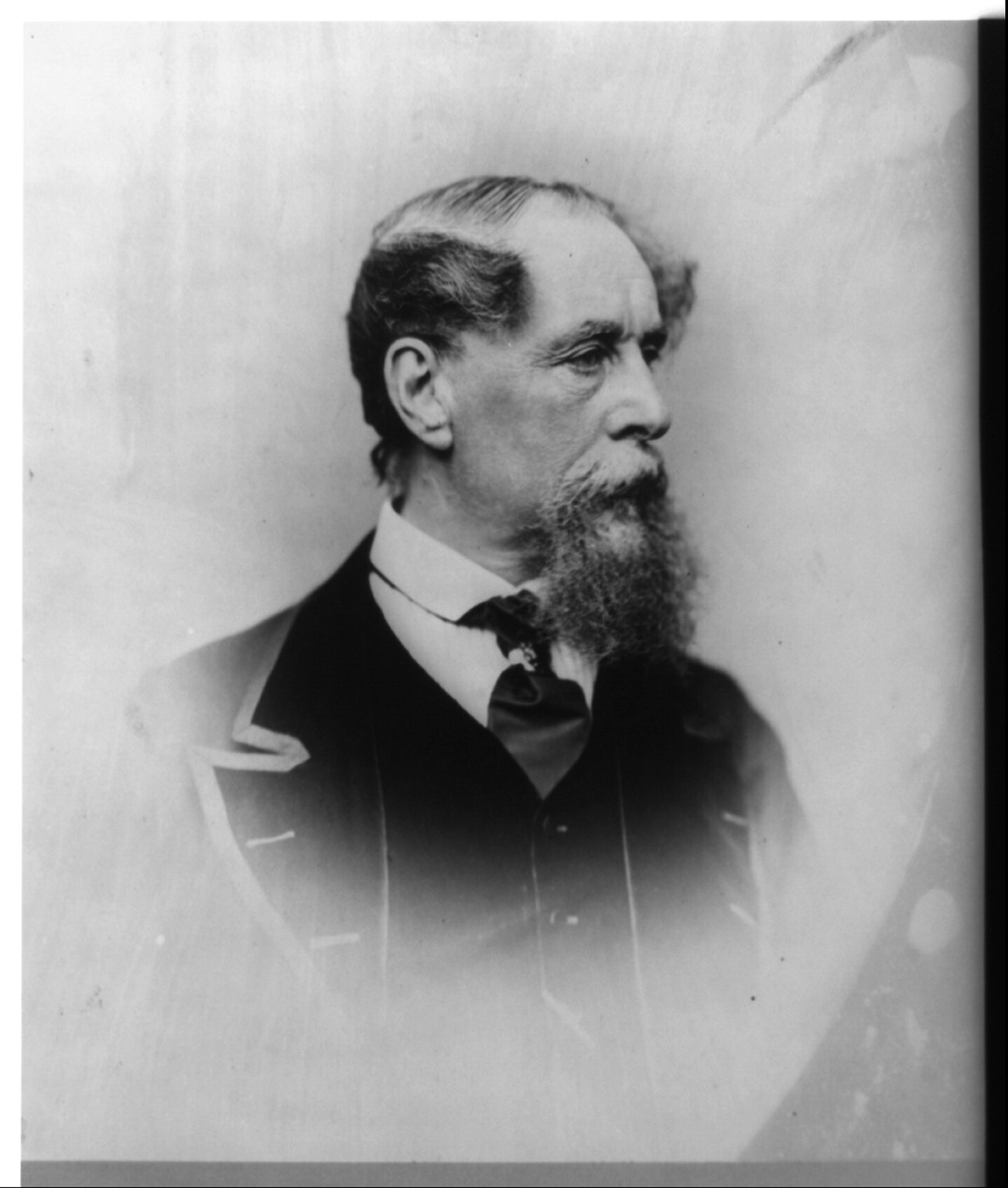
Charles Dickens, často považovaný za největšího z anglických realistů

Převážně na život ve velkoměstě se soustředil Charles Dickens, často považovaný za nejvýznamnějšího britského realistu. Mezi jeho slavná díla patří Oliver Twist (1837–1839), David Copperfield (1849), Malá Dorritka (1855–1857) a Příběh dvou měst (1859). Někteří literární vědci a komentátoři však Dickensovo zařazení mezi realistické autory zpochybňují. Andrew Sanders poznamenává, že Dickens nemůže být chápán jako realistický romanopisec v pravém slova smyslu. Ačkoliv totiž detailně a přesně popisuje vnější znaky svých postav, málokdy spekuluje o jejich myšlenkách a vědomí. Naproti tomu zabydluje svůj svět vrahy, psychicky nemocnými, lidmi pronásledovanými výčitkami svědomí, gotickými zloduchy a dalšími romantizujícími prvky. Spisovatel George Gissing, autor významné monografie Nesmrtelný Dickens (1925), uvádí, že ve svých zdařilejších dílech dokázal Dickens díky své představivosti dát všednosti tragický rozměr, a vytvářet tak „romantický realismus“. Nicola Bradbury říká, že některá místa v Dickensových textech je možné číst různými, dokonce vzájemně si konkurujícími způsoby: romanticky, nebo realisticky. Záleží pak na recepci, zda čtenář rozpozná a bude považovat za určující další mody, kterými Dickens žánr realistického románu obohatil, zejména melodramatický a detektivní, a různé další tradice: mytickou, pohádkovou, baladickou a podobně.

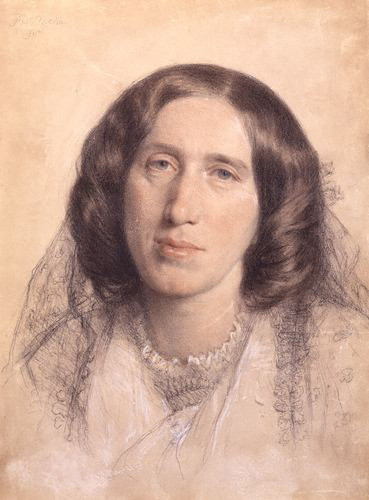
George Eliot, autorka románu Middlemarch

Mezi významné anglické realisty a Dickensovy současníky patří William Makepeace Thackeray, který získal slávu zejména jako autor rozsáhlého románu Jarmark marnosti (1847–1848). Časopis Fraser's Magazine jej označil již v roce 1851 za „vůdce realistické školy“; bylo to první moderní použití pojmu realismus v prostředí anglické kritiky. Anthony Trollope je známý jako autor dvou románových sérií, „Barchesterské série“, kam patří například Barchesterské věže (1857), a „Politické série“. Těmito rozsáhlými díly vnesl žánr románové série do anglické prózy. Ve své době byl obdivován pro svůj cit pro detail – Nathaniel Hawthorne o Trollopových románech napsal, že „jsou realistické, jako by nějaký obr umístil kus vytržené země do vitríny, zatímco její obyvatelé se dál starají o své každodenní starosti a nemají ani stín podezření, že jsou pozorováni“. Mary Ann Evansová psala pod mužským pseudonymem George Eliot a mezi její díla patří Adam Bede (1859), Silas Marner (1861) a slavný Middlemarch (1871–1872). Zejména v pozdějších textech se zaměřuje na úzkoprsost provinčních komunit a na změny, které do společnosti přinášejí proměny životních podmínek, kupříkladu zavedení železnice. Ve své době byla považována za největšího žijícího anglického romanopisce a obdivována například Turgeněvem, Jamesem nebo královnou Viktorií. Francouzskou realistickou tvorbu napodobovali v anglickém prostředí Arnold Bennett a irsko-anglický spisovatel George Augustus Moore.
Mezi pozdní anglické realisty se počítá Thomas Hardy. Svá díla, například Daleko od hlučícího davu (1874), Tess z d'Urbervillů (1891) nebo Neblahý Juda (1895), zasadil do smyšleného Wessexu, literární obdoby jihozápadní Anglie. Soustředil se na víceznačnost lidských povah a ironii a absurditu života. Henry James, americký spisovatel žijící v Londýně, svými psychologickými romány jako Washingtonovo náměstí (1881), Portrét dámy (1881) a Zlatá mísa (1904) posunul tradiční viktoriánský realismus směrem k „psychologickému realismu“.
Úpadek typického anglického realismu na začátku 20. století je spojen s nástupem modernismu, zejména s narativními experimenty autorů jako David Herbert Lawrence, Virginia Woolfová nebo James Joyce. V jejich pojetí může román odrážet skutečnost vždy jen nepřímo a realismus funguje pouze jako nedokonalá sada konvencí, jak realitu interpretovat. Idea realismu nicméně v anglické literatuře přežívala i nadále a uplatnila se mimo jiné v úmyslně antiromantické moderní poezii, například u Wystana Hugha Audena nebo Philipa Larkina.

### Spojené státy americké

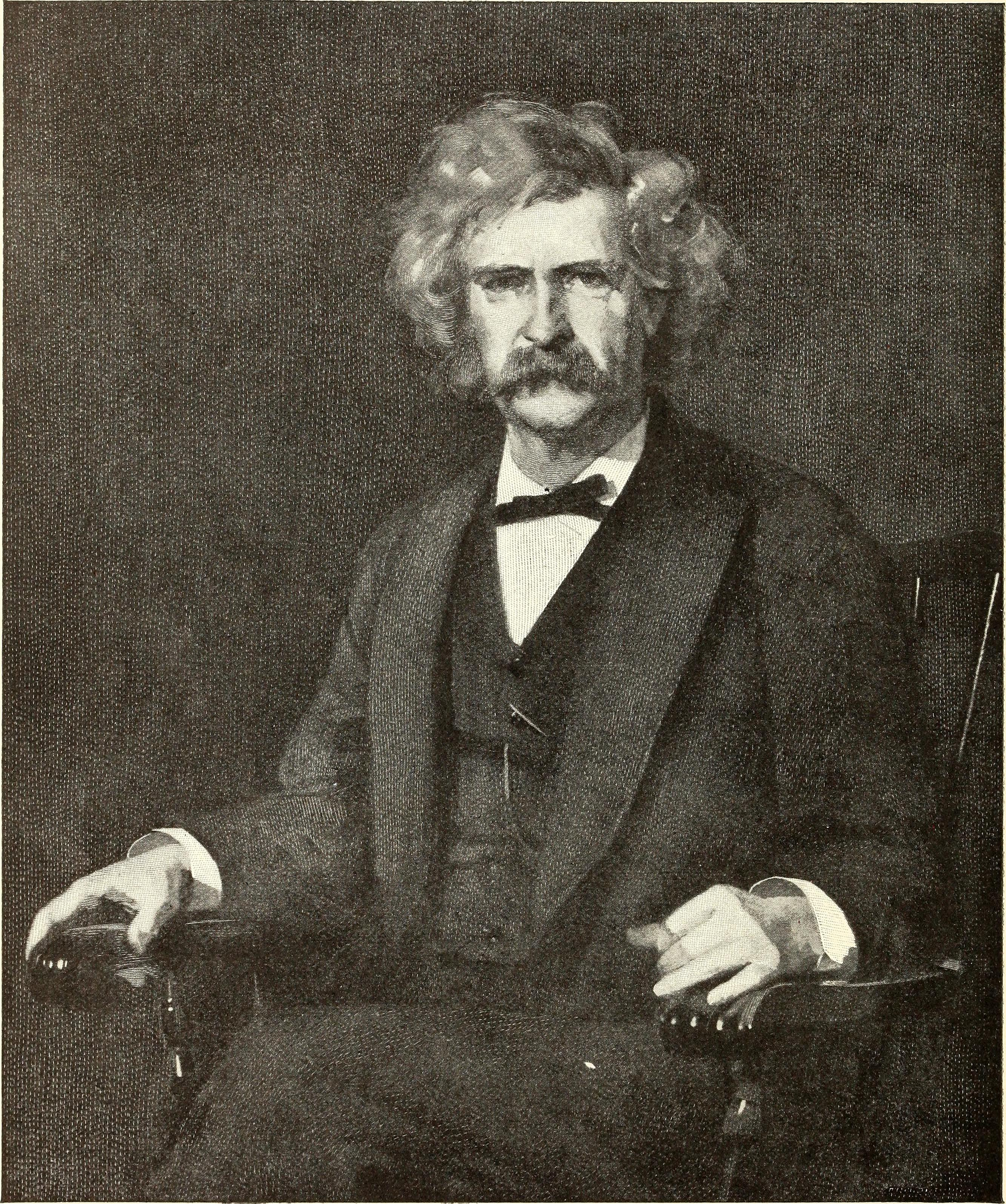
Mark Twain, americký satirik a realista

Spojené státy americké byly ve druhé polovině 19. století zemí vyznačující se dynamicky se rozvíjejícím průmyslem (těžba a zpracování ropy, ocelářství, výstavba železnice), nárůstem moci korporací a prudkými společenskými změnami po americké občanské válce. Američtí realističtí spisovatelé se pokoušeli dobové proměny a problémy nejen zachytit, ale také se s nimi vyrovnat a nalézt východiska. Masová produkce tiskovin a rozšíření gramotnosti umožnily autorům obracet se ke stále širšímu trhu.
Patrně nejvýraznější osobností amerického realistické tvorby je Samuel Langhorne Clemens, známý pod pseudonymem Mark Twain. Je takřka jednomyslně považován za jednoho z největších amerických spisovatelů vůbec, přestože se kritikové neshodnou, zda jej chápat spíše jako humoristu a satirika, nebo jako vážného prozaika. Twain silně kritizoval to, co vnímal jako romantické psaní, obzvláště Waltera Scotta a Jamese Fenimora Coopera, a prosazoval jednoduchý a přímý styl. Dětství v městečku Hannibal ve státě Missouri zúročil Twain ve dvou svých slavných románech, Dobrodružství Toma Sawyera (1876) a Dobrodružství Huckleberryho Finna (1884). Své další životní zkušenosti pak zachytil v několika autobiografických textech, například Život na Mississippi (1883). Vůči politice a společnosti Spojených států byl silně kritický, obzvláště silně se vymezoval proti válkám, korupci bezskrupulózních bankéřů a kapitánů průmyslu. Tyto problémy satirizoval v románu Pozlacený věk (1873), jenž dal později jméno celému období americké historie od 70. let až po konec 19. století.

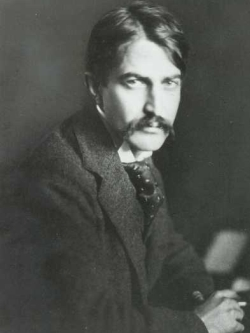
Stephen Crane, autor Rudého odznaku odvahy

Rebecca Harding Davisová je průkopnicí amerického „sociálního realismu“. V próze Život v hutích (1861) odhaluje prostřednictvím ironické ženské vypravěčky osud dvou velšských imigrantů, u nichž práce v těžkém průmyslu za nepatrnou mzdu vede k izolaci a zločinu. Působením na city čtenářů a obžalobou dehumanizujícího „otrokářského“ systému se Harding Davisová postavila po bok Harriet Beecher Stoweové. Kritik, dramatik a romanopisec William Dean Howells se do dějin literatury zapsal mimo jiné románem Moderní případ (1882), prvním popisem rozvodu v americké literatuře. Howells stál dlouho v centru amerického literárního života. Za demokratizaci literatury a proti „romantickému, sentimentálnímu, teatrálnímu a melodramatickému“ bojoval nejen svými uměleckými prózami, ale také v literárních časopisech. Nejslavnějším dílem Stephena Cranea je próza Rudý odznak odvahy (1895), zasazená do Americké občanské války. Přestože je Crane v první řadě psychologickým realistou, jeho texty bývají někdy označovány také za impresionistické či symbolistní.
Pozdním americkým realistou je Jack London, někdy řazený mezi představitele naturalismu. V románech jako Volání divočiny (1903), Bílý tesák (1905), Martin Eden (1909) se na střet zvířecího a lidského světa, divošství a civilizace či na kontrast nemilosrdného severu (Aljaška) a přívětivého, pohodlného jihu (Kalifornie). Jako naturalisté bývají vnímáni také Theodore Dreiser, autor románů Sestřička Carrie (1900) a Americká tragédie (1925), a Frank Norris, autor románu McTeague (1899) – jejich příběhy jsou výrazně temnější a životy jejich postav bývají takřka zolovsky determinovány biologií a prostředím. London, Norris i Dreiser vycházeli z myšlenek filosofa a sociologa Herberta Spencera o kapitalismu založeném na stále rostoucích lidských touhách ve světě s omezenými zdroji a o morálce jednotlivce jako pouhého důsledku jeho biologického ustrojení a společenského tlaku. Jack London byl však také příznivcem socialistických myšlenek Karla Marxe.
Psychologický realismus reprezentuje v americké próze především Henry James, většinu života nicméně strávil v Anglii. Ve svých textech se často zabýval rozdíly mezi Američany a Brity. Jeho následnici je Edith Whartonová, pisatelka románu Dům radovánek (1905) nebo novely Ethan Frome (1911) a jedna z nejvýznamnějších žen americké literatury. Přestože také pobývala dlouho v Evropě, zabývala se především zkoumáním newyorské společnosti, amerického venkova a tématy nenaplněné lásky a nešťastného manželství. Ve 20. a 30. letech 20. století doznívající americký realismus existoval bok po boku s moderními směry. Za pozdního naturalistu se sentimentálními prvky je považován John Steinbeck, známý především pro svůj román Hrozny hněvu (1939).

### Německo

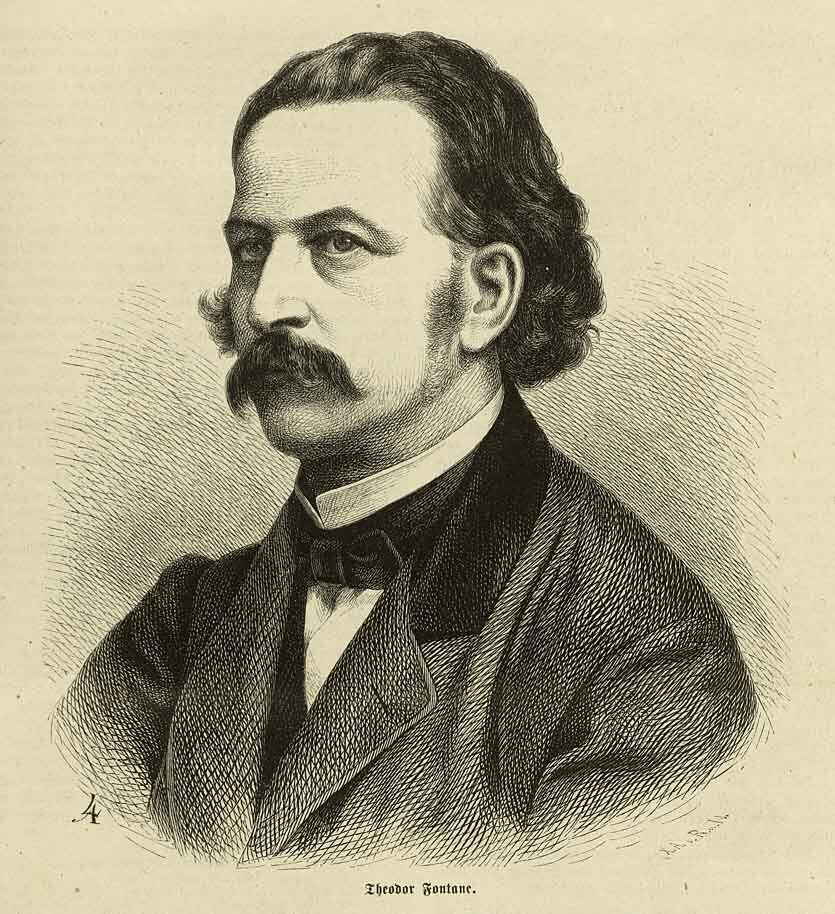
Theodor Fontane, německý realista, autor románu Effi Briestová

Přestože úvahami o roli a podstatě realismu jako estetické kategorie se zaobírali již Friedrich Schiller a Johann Wolfgang von Goethe, rozvíjí se realismus coby literární směr v Německu až ve druhé polovině 19. století. V literárních dějinách bývá německý realismus spíše přehlížen nebo kriticky odsuzován, zejména proto, že je zastiňován předchozí (goethovskou) a následující (moderní) epochou.
Období mezi lety 1830 a 1850 bývá někdy uváděno jako raný realismus, byť častěji se lze setkat s označením pozdní romantismus, biedermeier nebo předbřeznové období (podle března 1848). K jeho reprezentantům patří dramatik Georg Büchner, autor hry Dantonova smrt (1835), a Annette von Droste-Hülshoffová, proslavená mimo jiné novelou Židův buk (1842).
Hlavní fáze německého realismu je umisťována do let 1850 až 1870. Švýcarský autor Gottfried Keller vydával v této době v Berlíně svůj nejslavnější autobiografický román Zelený Jindřich (1854–1855). Mezi důležité literární osobnosti se v této době zařadil také Theodor Storm s románem Včelí jezero (1849) a Gustav Freytag s románem Má dáti – dal (1855), charakteristickým svým důrazem na národ, práci a buržoazní pohled na svět. Theodor Fontane tento text nazývá prvním květem moderního realismu. Realistický program a teorie šířil také časopis Die Grenzboten, vydávaný Gustavem Freytagem a kritikem Julianem Schmidtem. Dramatik, básník a kritik Otto Ludwig razil v těchto letech spojení „poetický realismus“.
V pozdní fázi realismu, situované do let 1870 až 1890, pokračovala tvorba Theodora Storma. Mezi jeho úspěšná díla patří novela Jezdec na bílém koni (1888). Theodor Fontane v té době začal psát své velké romány jako Paní Jenny Treibelová (1892) či Effi Briestová (1894–1895), přičemž právě Effi Briestovou označuje Russell A. Berman závěr německého realismu. K realismu bývá v Německu přiřazován také naturalismus, sami autoři tyto dva pojmy zpravidla nijak ostře nerozlišovali. K německým naturalistům patří zejména dramatikové, například Arno Holz nebo raný Gerhart Hauptmann, známý svou hrou Tkalci (1892).

### Švýcarsko

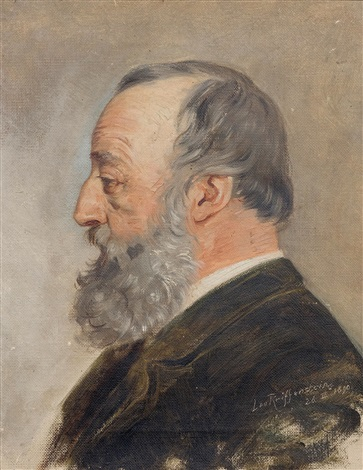
Švýcarský realistický spisovatel Gottfried Keller

Jako první švýcarský realista bývá obvykle vnímán Albert Bitzius, píšící pod pseudonymem Jeremias Gotthelf. Přestože v mládí podporoval liberální reformy a přechod k moderní podobě demokracie a federální švýcarské ústavě, později zcela obrátil a od poloviny 40. let 19. století se stal hlasitým kritikem nových trendů. Své prózy pak často prokládal moralizujícími pasážemi a obhajobou tradičních rurálních způsobů života. Přesto bývají označována za realistická díla, neboť s humorným nadhledem a důvěrnou obeznámeností popisují venkovské scény a nekonečný, neproměnlivý koloběh života švýcarských venkovanů a jejich mluvu. Mezi nejúspěšnější díla patří Černý pavouk (1842) nebo Anne Bäbi Jowägerová (1843–1844).
Ve druhé polovině 19. století byl švýcarský realismus úzce propojen s realismem německým. Druhý z významných helvétských realistických tvůrců, Gottfried Keller, pobýval několikrát dlouhodobě v Německu; na studiích v Heidelbergu poznal filosofa Ludwiga Feuerbacha, jehož materialistická filosofie se stala pro Kellerův pohled na svět určující. Během pobytu v Berlíně také vydal své klíčové dílo Zelený Jindřich (1854–1855), silně autobiografický Bildungsroman (vývojový román) goethovského střihu, avšak obohacený realistickými rysy. Keller v něm kriticky hodnotí podobu dobové švýcarské demokracie a úzkoprsost svých spoluobčanů. Později tvořil Keller spíše kratší texty. Známá je dvousvazková sbírka novel Lidé seldwylští (1856 a 1873–1874), zasazená do smyšleného prototypického švýcarského městečka Seldwyla a obsahující například text „Romeo a Julie na vsi“. Pozdním Kellerovým dílem je pak Martin Salander (1886), zachycující rozklad švýcarské společnosti pod tlakem kapitálu.
Třetí výrazný švýcarský realista, Conrad Ferdinand Meyer, psal převážně historické prózy, jako jsou novely Amulet (1873) a Páže Gustava Adolfa (1882). Odehrávají se v různých dobách, od 9. století do 17. století. Od svých realistických vrstevníků se kromě využívání historické látky liší také kosmopolitností textů – cesty po Francii, Itálii a dalších zemích zúročil při zasazování svých příběhů do cizokrajných prostředí.

### Polsko

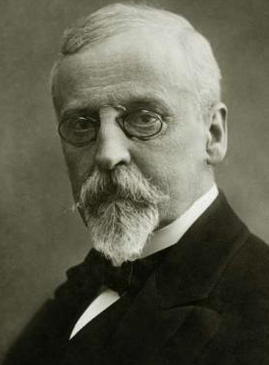
Henryk Sienkiewicz, první polský nositel Nobelovy ceny za literaturu

Polská realistická či pozitivistická literatura se začala rozvíjet po roce 1863, poté, co bylo potlačeno protiruské Lednové povstání. Polští spisovatelé tohoto období se vyrovnávali s tradicí romantismu, avšak ne vždy reagovali zcela odmítavě: jejich vztah se pohyboval od vyslovené nechuti až k akceptaci romantických názorů. Literatura získávala poznávací a informativní funkci, avšak její společenské a ideové poslání bylo pokračováním romantických postulátů. Silný vliv na polskou tvorbu druhé poloviny 20. století měla publicistika, mnozí spisovatelé byli zároveň novinovými a časopiseckými redaktory.
Z publicistických žánrů byly nejvýraznějšími fejeton a reportáž. Polský fejeton však přebíral mnoho z povídky a přibližoval se balzakovské fyziologické skice. U zrodu reportáže stáli Henryk Sienkiewicz, Adolf Dygasiński, Ignacy Maciejowski, Bolesław Prus, Eliza Orzeszkowa a Maria Konopnicka. Později se vyvinula také národní forma, „kronika“, coby specifický subžánr fejetonu. Jejím tvůrcem je Jan Lam, kroniky však psával také Henryk Sienkiewicz a zejména Bolesław Prus.
Z prozaických žánrů se do centra pozornosti dostaly povídka, novela, a především román jako dominantní žánr. Klíčovými jmény polské literatury se v tomto období stali Henryk Sienkiewicz, Bolesław Prus a Eliza Orzeszkowa. Sienkiewicz navazoval v žánru historického románu na Waltera Scotta (fiktivní postavy), Alexandra Dumase staršího (dobrodružné prvky), ale také na polskou tradici historické prózy jako výpovědi o reálných historických postavách. K jeho významným dílům patří monumentální Trilogie z polských dějin v 17. století – Ohněm a mečem (1884), Potopa (1886) a Pan Wołodyjowski (1888). Slavná jsou také díla Quo vadis (1896) o pronásledování křesťanů v Neronově době a Křižáci (1897–1899) o střetu mezi Polskem a Řádem Německých rytířů na začátku 15. století. Jako první polský autor obdržel Sienkiewicz Nobelovu cenu za literaturu. Bolesław Prus zasáhl do dějin historického románu dílem Faraon (1897), při jehož psaní se inspiroval tzv. archeologickým románem. Vydával však také společenské romány, mezi něž patří například Loutka (1890). Je rovněž tvůrcem kratších próz, vypracoval strukturu novely a ve své tvorbě tohoto daného rámce přesně držel. Na Prusovo dílo měly velký vliv publicistické postupy, často také využíval komiku.

### Slovensko

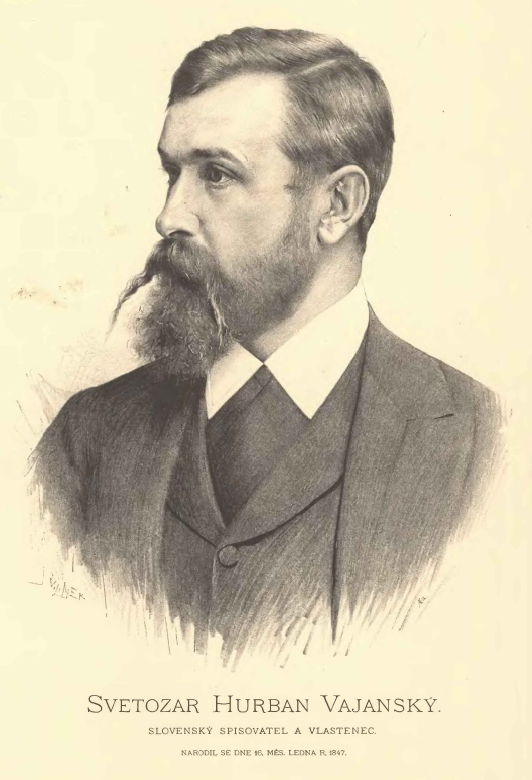
Svetozár Hurban-Vajanský, propagátor realismu ve slovenské literatuře

Ve slovenské literatuře nalezneme první projevy realistických tendencí už u některých romantiků druhé generace, zejména Ľudovíta Kubániho. Na rozhraní romantismu a realismu se nachází také Pavol Országh Hviezdoslav a Koloman Banšell. Realismus v pravém slova smyslu se však objevuje až později, v 80. letech 19. století. Slovenské prostředí se tehdy muselo vyrovnávat s pocitem stagnace a klesající kvality literárních textů, což bylo způsobeno jednak opakováním romantizujících klišé, ale také nepovědomím autorů o literárních žánrech a prozódii. Generace 80. let vnímala jako problém také uzavřenost slovenské literatury vůči světu, motivovanou snahou uchránit křehkou a stále ještě se formující národní identitu. Důležitý vliv na utváření slovenského realismu měl Detvan, spolek slovenských studentů v Praze.
Realismus ve slovenském prostředí do značné míry prosadil Svetozár Hurban-Vajanský, prozaik a básník, ale také zakladatel slovenské literární kritiky a organizátor dobových politických iniciativ a národního života. Většina autorů druhé poloviny 19. století pak na Hurbana Vajanského reagovala, ať již přijetím jeho tezí či napodobováním, nebo kritikou, polemikou či odmítáním. V 80. letech psal Hurban-Vajanský programové texty a estetické manifesty, ve kterých vycházel z dobových diskuzí o realismu v ruské, české a francouzské literatuře. Jeho prvním velkým realistickým románem se stala Suchá ratolesť (1884). Literární vědec František Miko prohlašuje, že Hurban-Vajanský „stvořil řeč moderní slovenské prózy“. Ze zahraničních autorů nejzřetelněji navazoval na Ivana Sergejeviče Turgeněva.

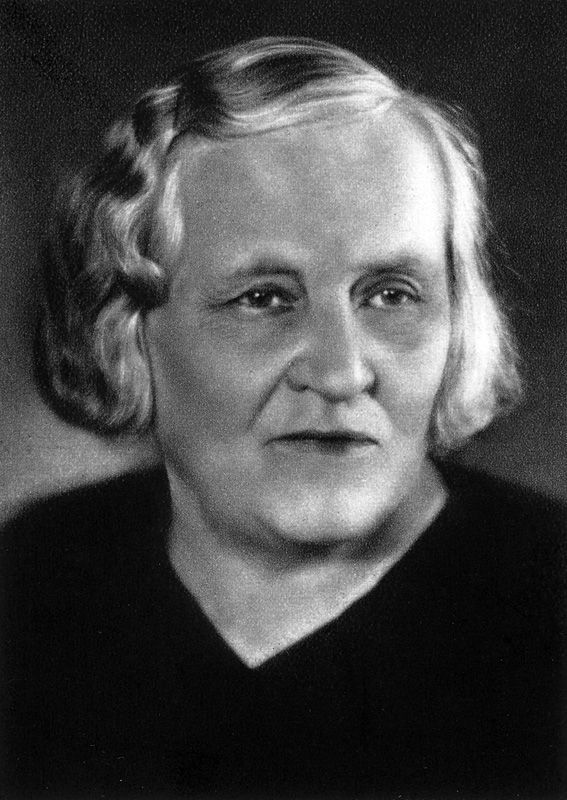
Božena Slančíková-Timrava, vlivná slovenská realistická spisovatelka

Druhou nejvýraznější osobností slovenského realismu je Martin Kukučín, vlastním jménem Matej Bencúr. Oproti Hurbanovi-Vajanskému vstoupil do literatury méně proklamativně a spíše spontánně, bez snahy systematicky naplňovat realistický program. Kladl silnější důraz na svět slovenské vesnice a vypravěčem jeho próz je obvykle člen venkovské komunity, který skazovým způsobem seznamuje čtenáře s místními specifiky. K jeho významným dílům patří povídka Neprebudený (1886), v níž analyzuje charakter duševně nevyspělého chlapce. V próze Keď báčik z Chochoľova umrie (1890) zachycuje neodvratný nástup kapitalismu ve vesnickém prostředí. Důležitý je také společenský román Dom v stráni (1903–1904). Kukučínovým hlavním inspiračním zdrojem z ruské literatury byl Nikolaj Vasiljevič Gogol. Psal také kratší prózy zasazené do Prahy. Z českých realistů má Kukučín zejména v raném období své tvorby blízko ke Karlu Václavu Raisovi, oba autoři byli vesnickými učiteli. Pozdějšími díly se přiblížil Novákové, Holečkovi nebo Herbenovi. Realistická metoda psaní se v Kukučínových prózách střetává s ideálem minulosti: v jeho prózách jsou přítomny motivy melancholie a nostalgie a touhy po návratu do arkádického, zlatého věku lidstva. Po první světové válce se soustředil na obsáhlé románové kompozice, k nimž patří například pětidílná románová kronika Mať volá (1926–1927). S romantismem se rozešel také básník Janko Jesenský, jehož poezie bývá označována za projev novoklasicismu a moderny. Svými prózami se však Jesenský řadí k zakladatelské generaci slovenského realismu.
Významnou úlohu hrály ve slovenském realismu ženy. Elena Maróthy-Šoltésová začínala jako prozaička v kontaktu s romantismem, později se rozhodla pro „ideální realismus“. Její román Proti proudu (1894) vzbudil značné vášně a byl kritizován jakožto ideově a literárně nezvládnutý. Maróthy-Šoltésová se následně přiklonila ke kritice a publicistice a postupně se vypracovala v uznávanou osobnost se značným vlivem na umělecký život. Terézia Vansová také zahájila svou činnost v romantickém prostředí. Inspirovala se Boženou Němcovou a často k jejím dílům odkazovala, například v románu Sirota Podhradských (1889). Někdy bývá řazena k pozdnímu biedermeieru, tvořila však nespoutaně a velmi různorodě, bez žánrového či stylového diktátu. Je známa pro své provokativní příběhy využívající nový typ ženské hlavní hrdinky, kupříkladu cestopisnou prózu Paní Georgiadesová na cestách (1896), s prostou ženou Johankou jako vypravěčkou. Ke konci 19. století se Vansová soustředila na redakční a kritickou práci. Jako umělecky nejzdařilejší jsou hodnoceny prózy Boženy Slančíkové-Timravy, uváděné někdy jen pod pseudonymem Timrava. V povídce „Ondro Karman“ (1896) zachycuje typicky realistickým způsobem vybranou charakteristickou vlastnost, v tomto případě jemnocitnost, kterou se vyznačuje hlavní hrdina. Jejím klíčovým textem je však až autobiografická novela Zkušenost (1902), kterým již završila klasické realistické období a otevřela nové možnost zobrazování, moderní a expresionistické.
Mezi pozdní realisty patří rovněž Jozef Gregor-Tajovský. Od konstitutivních rysů realismu se vzdálil ještě více než Timrava. Polemizoval s myšlenkou velkého románu a psal především črty. Jeho texty se soustředí na postavy s hendikepem, na kraji společnosti, žijící v bídě nebo prožívající dramata a krize. Někdy bývá označován za naturalistu. Jeho emblematickým textem je Maco Mlieč (1903), příběh vykořisťovaného sluhy, který je však se svým postavením patrně spokojený.

### Maďarsko
Realismus v maďarské literatuře se pojí především s obdobím rakousko-uherského dualismu (1867–1918), kdy docházelo k modernizaci Maďarska a postupnému úpadku šlechty. Za předchůdce realismu lze považovat Móra Jókaie, spisovatele obecně spíše romantického a melodramatického. Jókai však sám sebe za realistu označoval. Realistickými prvky v jeho díle jsou především popis prostředí a lidových zvyků. K jeho významným dílům se řadí Uherský nabob (1853).
Romantizující rysy nicméně nalezneme takřka u všech maďarských realistů. Platí to také pro
spisovatele, novináře a politika Kálmána Mikszátha. Z jeho tvorby je možné uvést například romány Poslední hradní pán (1895), Podivné manželství (1900) nebo Černé město (1910). Lajos Tolnai, autor románů Starosta (1885) a Temný svět (1894), je známý svým ponurým pohledem na svět a neúnavnou kritikou korupce a zločinu. Pokoušel se navazovat na anglické realisty, zejména Dickense a Thackeraye. Ödön Iványi byl naproti tomu ovlivněn ruskými realisty, zejména Turgeněvem.
László Kontler uvádí, že v realismu a naturalismu došel nejdále Zsigmond Móricz. Ten popisoval v realistických prózách, jako například románu Zlato v blátě (1909), neutěšené venkovské poměry a sociální nerovnosti. Regionálními otázkami, etnografií a venkovskou chudinou se zabývali také István Tömorkény a Ferenc Móra. Poslední jmenovaný však působil již v období po první světové válce.

### Španělsko

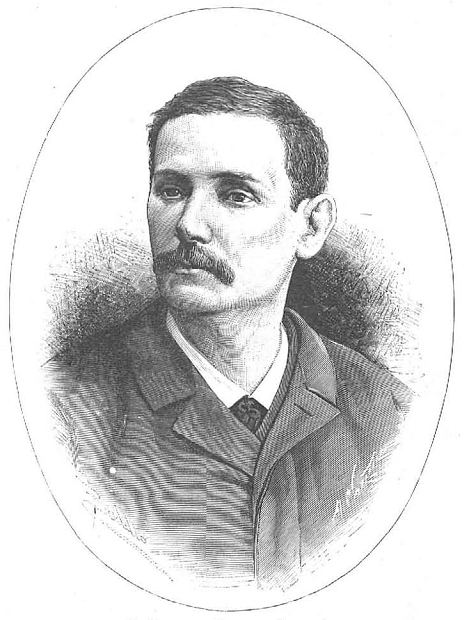
Benito Pérez Galdós, vrcholný představitel španělského realismu

Ve Španělsku jsou počátky realismu 19. století spojeny s kostumbrismem, uměleckým zobrazováním národních zvyků, lidských typů a charakterů a scén ze života všedního dne. Kostumbrismus vznikl jako publicistický žánr již v období romantismu, ve 30. letech 19. století, a na jeho rozvoji se podepsal především satirik Mariano José de Larra. Romány v kostumbristickém stylu se pak proslavila raná realistka Cecilia Böhl von Faber, píšící pod mužským pseudonymem Fernán Caballero. K jejím úspěšným dílům je možné zařadit romány Racek (1849) nebo Dobrotivost (1851).
Za hlavního spisovatele španělského realismu bývá považován Benito Pérez Galdós, autor mnoha románů zasazených do městského prostředí, z nichž největší proslulost získalo rozsáhlé dílo Fortunata a Jacinta (1887). Galdós je specifický svou zálibou v cervantesovských nevěrohodných vypravěčích a autoreferenčním pojetí textů. Kromě něj publikovali v 70. letech 19. století svá díla také Pedro Antonio de Alarcón, pisatel humoristické prózy Třírohý klobouk (1874), Juan Valera, autor Pepity Jimanézové (1874) nebo José María de Pereda. V 80. letech pak nastal největší rozkvět španělského realismu a na pole literatury vstoupili také Leopoldo Alas známý jako „Clarín“, katalánský romanopisec Narcís Oller, romanopisec a kritik Armando Palacio Valdés nebo Jacinto Octavio Picón. Jako významného tvůrce lze jmenovat rovněž hraběnku Emilii Pardo Bazánovou. Tato autorka, někdy označovaná též za naturalistku, je připomínána mimo jiné pro svůj román Dvůr Ulloa (1886) nebo povídku „Mladá paní“ (1885). Ve svém literárním díle i v politickém životě se zasazovala o podporu ženských práv.
Španělské naturalistické romány vycházejí, podobně jako v jiných zemích, z teorií o determinovanosti životních osudů člověka prostřednictvím původu, dědičnosti, genderu a socioekonomické třídy. K tomuto přístupu se svými díly přihlásili zejména Eduardo López Bago, autor tetralogie Prostitutka (1884), Bledá žena (1884), Ničemnice (1885) a Milenka (1885) a také Alejandro Sawa Martínez, mezi jehož známější romány patří Kněz (1885). Většina španělských autorů však myšlenky a východiska zolovského naturalismu odmítala.

### Portugalsko

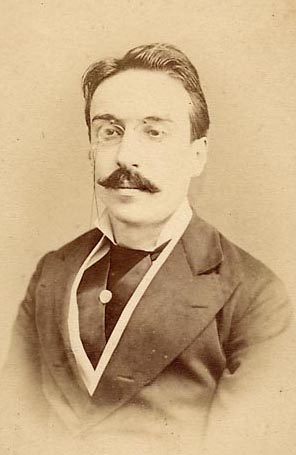
José Maria de Eça de Queirós, klasik portugalského realismu

První náběhy k realismu se v portugalské literatuře začaly objevovat již ve 40. a 50. letech 19. století, v rámci převládajícího romantismu. Alexandro Herculano, autor historických próz inspirovaných Walterem Scottem, silně dbal na historickou přesnost a podrobnost svých děl, stejně jako na důkladné psychologické vyobrazení hlavních postav.
Proti převládající „ultra-romantické“ poetice portugalské literatury po polovině 19. století se postavila takzvaná „generace 70. let“ (Geração de 70). Vyšli z témat a úvah ranějších romantiků (jako byl právě Herculano) a reformulovali je v rámci nových ideových proudů: Comtova pozitivismu, Proudhon socialismu, Spencerova sociálního darwinismu a také francouzské realistické literatury. Reagovali především na dobové ekonomické a sociální potíže, které vedly k zaostávání portugalského venkova a hromadnému vystěhovalectví do Brazílie.
Nejvýraznější osobností nové generace se stal José Maria de Eça de Queirós, autor dlouhé řady realistických románů, v nichž zevrubně popsala dobovou společnost. Známý je především Zločin pátera Amara (1876) zabývající se vztahem duchovních a měšťanstva, Bratranec Basílio (1878) o zahálčivém Lisaboňanovi a vrcholný román Maiové (1888), taktéž pracující s prostředím vysokých vrstev, konzervativních a nečinných. Eça de Queirós byl zároveň výrazným teoretikem realismu: v lisabonském kasinu Nová literatura se uvedl roku přednáškou „Realismus jako nový výraz umění“ a otázce realismu se pak ve fejetonech a polemikách věnoval celý život. Realistickou venkovskou povídku pěstoval José Francisco Trindade Coelho, známý především sbírkou Moje lásky (1891). V jeho nostalgických, nepříliš dějových textech se idyličnost propojuje s realistickým důrazem na „zdravou“ pudovost a prostotu venkovanů a zvířat.
Zolovské naturalistické tendence přijal do svého díla Abel Botelho v románovém cyklu Společenská patologie. Uvedení jeho dramatu Přemoženi životem (1892) bylo pro údajnou urážku mravnosti zakázáno. Naturalistická dramata psali také Teixeira de Queriós, autor hry Velikán (1881), a Alberto Braga, tvůrce intimnějších, psychologizovanějších her jako Sestra (1894) nebo Sochař (1897). Z tvůrců po přelomu století lze jmenovat ještě Manuela Laranjeiru. Na pomezí naturalismu a dekadence stál povídkář a fejetonista José Valentim Fialho de Almeida. Ve 20. století využíval realistické, zhusta regionální náměty prozaik Aquilino Riberto.

### Dánsko

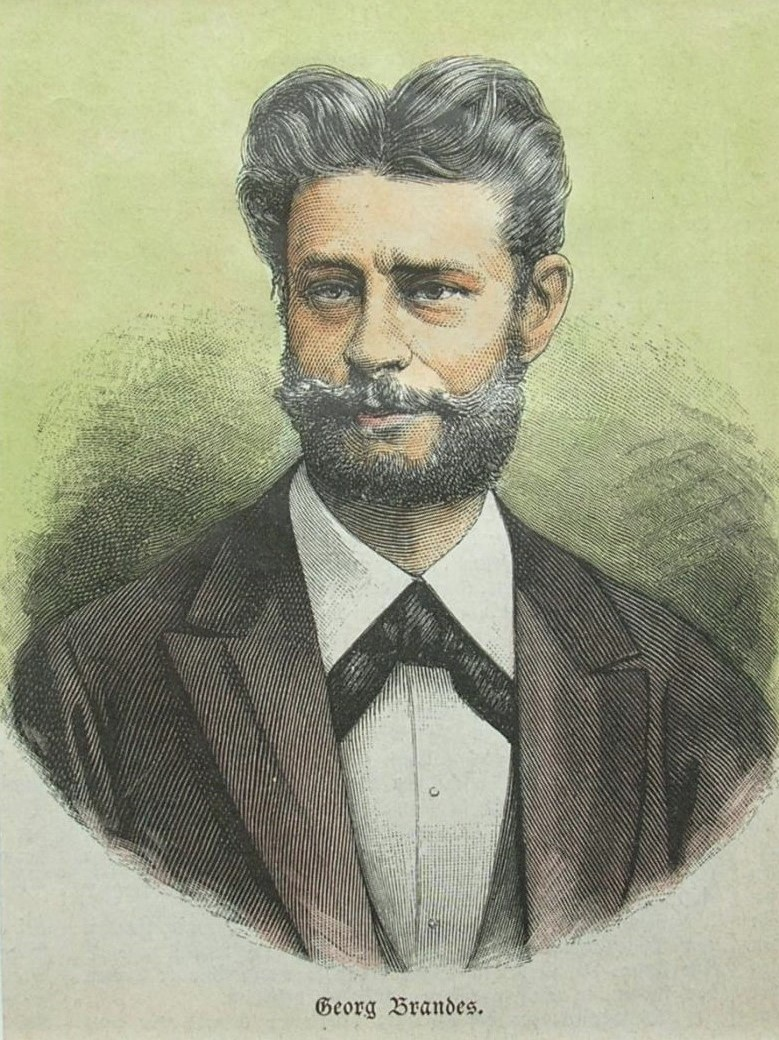
Georg Brandes (1885), dánský esejista, kritik a inspirátor realistického hnutí

Doba realismu a naturalismu, umisťovaná do let 1870–1890, se v prostředí severských států označuje jako „moderní průlom“. Zemí, v jejíž literatuře se realistické tendence objevily nejdříve, bylo Dánsko, neboť v něm jako v prvním nordickém státě začala probíhat industrializace, již v 60. letech 19. století. První náběhy k realismu jsou nicméně patrné od 20. let 19. století, v dílech autorů jako Meïr Aron Goldschmidt, Hans Egede Schack (román Fantastové, 1857) a v rovině stylu také Hans Christian Andersen. Klíčovou osobností se ale stal až Georg Brandes, kritik a esejista, který po zahraničních cestách začal v roce 1871 na Kodaňské univerzitě přednášet o literatuře a kritizovat domácí poměry. Svou aktivitou prakticky založil realistickou školu. S tou se ale v 80. letech rozešel, jakožto s „literaturou průměrnosti“.
Nejvýraznější osobností dánského realismu je botanik a prozaik Jens Peter Jacobsen. Jeho novela Mogens (1872), pojednávající o živočišně jednajícím a postupně se zklamávajícím snílkovi, je považována za první dílo „moderního průlomu“. Přestože se pro důraz na darwinismus a pudovost označuje za naturalistickou, zachovává si také řadu romantických prvků. Z Jacobsenových románů vyniká historická Paní Marie Grubbová (1876) a Niels Lyhne (1880), pesimistický příběh ateistického spisovatele. Oba romány užívají silně lyrického jazyka a romantizujícího stylu.

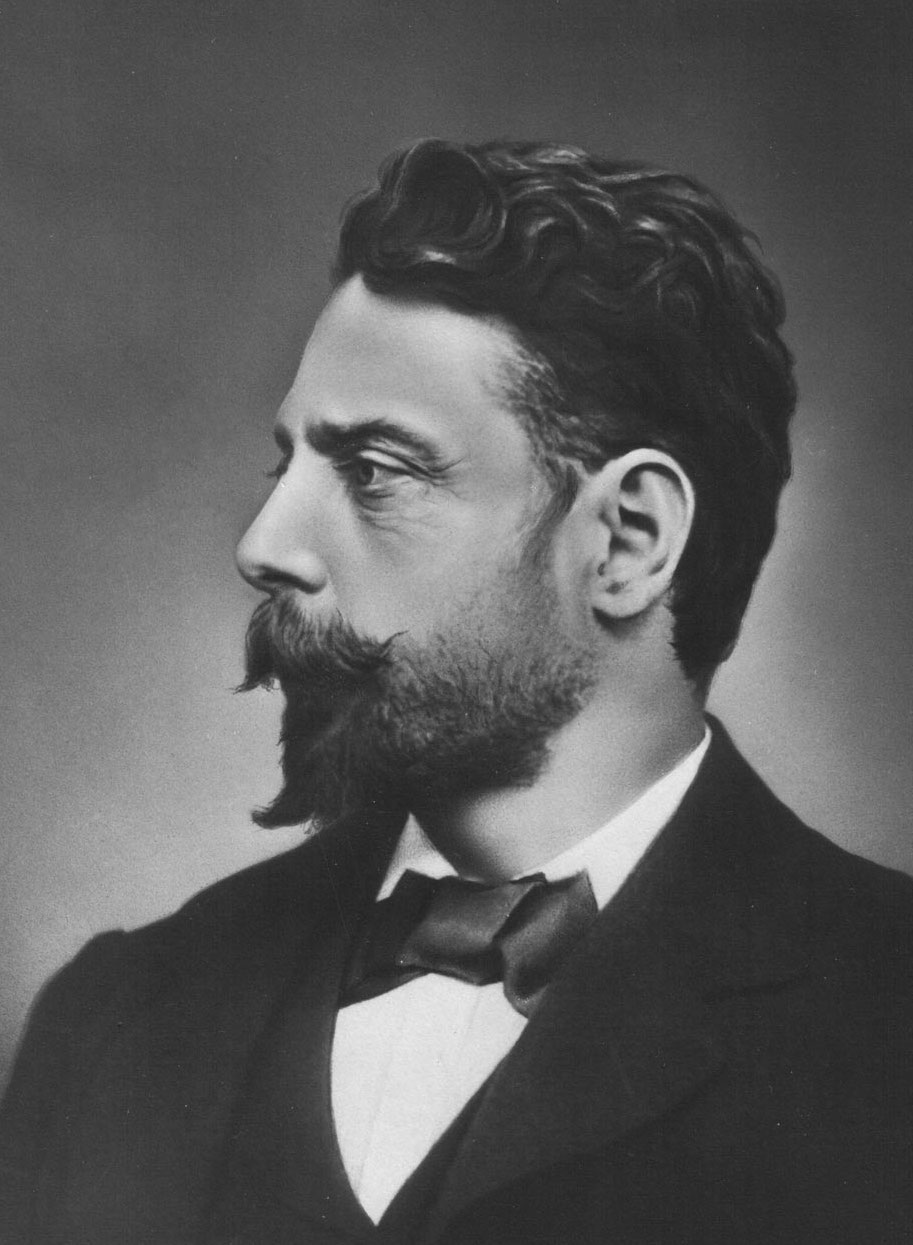
Henrik Pontoppidan (1890), dánský nositel Nobelovy ceny za literaturu

Herman Bang vycházel z francouzské románové estetiky, zejména z díla a myšlenek Gustava Flauberta. Stavěl se proti Georgu Brandesovi, od realistické literatury nežádal angažovanost a naopak nechtěl, aby se autor ve svém díle projevoval. Fiktivní skutečnost prezentoval Bang ve svém díle spíše scénicky, nikoli jako vyprávění. Coby homosexuál se však vinou společenských předsudků nedočkal společenského uznání a postavení vyděděnce se podepsalo i na pesimismu a fatalismu jeho díla. Zolou inspirovaným dílem je darwinistický román Beznadějná pokolení (1880), v němž v roli protagonisty vystupuje dekadentní umělec. Kromě románové tvorby je znám i pro své povídky a novely. Novela U cesty (1886), s hlavní ženskou postavou Katinky Baiové, tvoří jeden z vrcholů Bangovy tvorby. Jens Peter Jacobsen a Herman Bang jsou označováni také za impresionisty.
Henrik Pontoppidan rovněž nevěřil v angažovanou a obrodnou sílu literatury a odmítal Brandesovy požadavky, byl však ve srovnání s Bangem více sociálně a politicky zaměřený. Ve srovnání s Jacobsenem a Bangem je spíše klasickým realistou či naturalistou, jeho díla mají široký historický a společenský záběr a průzračný, nepoetický styl. Za jeho nejdůležitější díla jsou považovány rozsáhlé romány Země zaslíbená (1891–1895), autobiografický Šťastný Per (1898–1904), a Říše mrtvých (1912–1916). V roce 1917 spolu s Karlem Adolphem Gjellerupem získal Nobelovu cenu za literaturu. V proslovu při předávání ceny uvedl švédský kritik Sven Söderman, že Pontoppidanova díla jsou napsána hutným, vláčným stylem, vyprávějí jednoduše, avšak živě a člověk v nich nalezne celé Dánsko: Jutsko, ostrovy a hlavní město, ale také různé společenské třídy s jejich jazykem, zvyky a sklony.
K dalším významným dánských literátům tohoto období patří radikální básník a bohém Holger Drachmann, netendenční realista Vilhelm Topsøe a ateistický romanopisec a dramatik Karl Adolph Gjellerup, směřující později k symbolismu.
Na přelomu 19. a 20. století nastoupila nová generace realistů, zabývající se především venkovským prostředím (převážně jutským). Řadí se k nim Johan Skjoldborg či Jeppe Aakjær. Aakjær byl vrcholným představitelem dánského proletářského realismu, jeho nejdůležitějším dílem se stal román Děti hněvu (1904) o životě zemědělských dělníků. Poměry na venkově líčila taktéž Marie Bregendahlová, tíhnoucí k naturalistickému fatalismu. Gustav Wied spojoval realisticko-naturalistickou kritiku morálního pokrytectví se sžíravým, sarkastickým humorem. Do realismu zasahuje rovněž tvorba významného prozaika Johannese Vilhelma Jensena. Martin Andersen Nexø byl zástupcem dělnického realismu. V rozsáhlých románech, z nichž bývají jmenovány zejména Pelle dobyvatel (1906–1910) a Ditta, dcera člověka (1917–1921), tematizuje život městské chudiny a továrních dělníků. Po druhé světové válce se usadil ve Východním Německu.

### Norsko

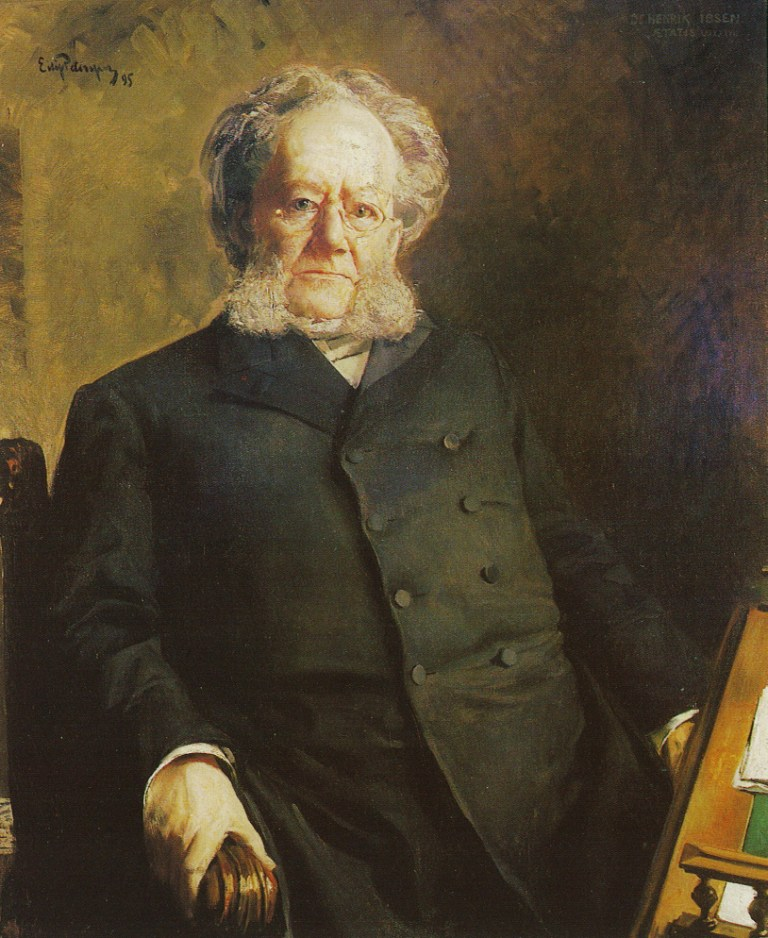
Henrik Ibsen (1885), vlivný zakladatel realistického dramatu na portrétu Eilifa Peterssena

V Norsku vznikla samostatná národní literatura poměrně pozdě, až ve 30. a 40. letech. Proto hluboko do druhé poloviny 19. století přetrvávala dominance romantismu a neobjevovalo se mnoho raných realistických nebo proto-realistických děl. Jedinou výjimkou tvoří Camilly Collettové a zejména její román Dcery vrchního (1854–1855). Collettová pobývala dlouho v zahraničí, v Itálii, Německu, a zejména ve Francii, a do své rodné země vnesla jak problematiku ženské emancipace, tak povědomí o důležitých evropských autorech (jako byli Honoré de Balzac nebo George Sand). Svou tvorbou ovlivnila Collettová většinu významných realistických autorů.
Počátek norského „moderního průlomu“ lze nicméně datovat až rokem 1875. Nejslavnějším norským realistou a celosvětovým zakladatelem realistického dramatu se stal Henrik Ibsen. Vlivem na dramatické umění bývá přirovnávám k Williamu Shakespearovi. V roce 1864 odešel Ibsen z vlasti do exilu, jelikož byl znechucen domácími poměry a neúspěchem myšlenky skandinavismu. Do Norska se vrátil až roku 1891. Po napsání dramatu Peer Gynt se rozhodl opustit veršovanou formu a tvořit dramata v běžné řeči. Hlavními impulzy pro psaní realistických her ze současnosti mu byl literární program Georga Brandese a úspěch Bjørnsonových dramat z roku 1875. Ve svých hrách Ibsen používá metody analytického či retrospektivního postupného odhalování minulosti a velkou dramatickou soustředěnost místní i časovou. Jeho první realistickou hrou jsou sociálně kritické Opory společnosti (1877). Po nich následoval slavný Domeček pro panenky (1879), v češtině hraný a vydávaný také pod názvy Vánoce, Domov loutek nebo Nora a tematizující manželčinu ztrátu iluzí o svém choti. Domeček pro panenky vzbudil ve Skandinávii pohoršení, nejvíce pobuřující Ibsenovou hrou se ovšem stalo drama Přízraky (1881) (česky také Příšery nebo Strašidla), poukazující na společenská tabu jako eutanazie, incest a venerické choroby. Období klasického realismu uzavřel Ibsen hrou Nepřítel lidu (1882). Poté následovala Divoká kachna (1884) a další hry, v nichž se o slovo začal hlásit symbolismus. K pozdním dílů se počítá slavná Heda Gablerová a Když my mrtví procitneme (1899).

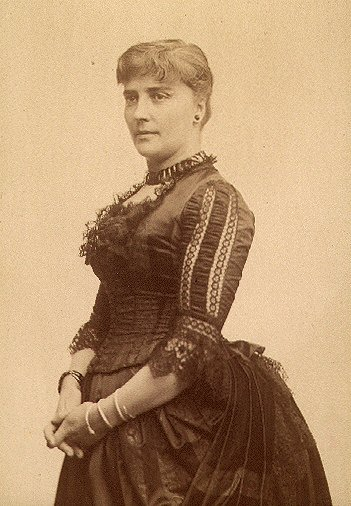
Amalie Skramová (1885), norská naturalistka

Bjørnstjerne Bjørnson byl Ibsenovým současníkem, plamenným řečníkem a politicky aktivním činitelem. V literatuře se uplatnil v různých druzích a žánrech, psal jak dramata, tak prózy. Svými selskými povídkami, zprvu silně romantickými, vnesl do literatury postavu norského sedláka; první venkovskou novelou, kterou se proslavil, byl již Synnøve ze Slunečního návrší (1857). K jeho nejlepším realistickým dílům patří dramata Nad lidské síly. Díl první (1883) o knězi, jehož zápal ublíží lidem kolem něj, a Rukavička (1883), emancipační hra o různých standardech morálky pro muže a ženy. V roce 1903 získal Bjørnson Nobelovu cenu za literaturu, zejména pro své „idealistické směřování“, zatímco významnějšímu Ibsenovi byla upřena.
Prozaik Jonas Lie tvořil realisticky ve střední části své tvorby, důležité jsou romány Otrokem na doživotí (1883), označovaný za naturalistický nebo impresionistický, a román Rodina z Gilje. Interiér ze 40. let (1883), kritizující sňatky z rozumu. Později se však Lie přiklonil k fantastičnu a novoromantismu. Někdy bývá dokonce jmenován jako zakladatel norského románu. Roli průkopníka norské realistické povídky zastal Alexander Kielland, výrazný tvůrce próz. Psal výrazně tendenčně (bylo zjevné, kterým postavám straní) a ironicky. Jeho prvním a velmi úspěšným románem byl Garman & Worse (1880), popisující rozvíjíjecí se kapitalistické vztahy na široké paletě postav z různých společenských vrstev. Zahraniční elementy do jinak spíše uzavřené norské literatury vnášel Kristian Elster – v obzvláštní oblibě měl Ivana Sergejeviče Turgeněva a německé tvůrce. Jeho nejdůležitější dílo, posmrtně vydaný román Nebezpeční lidé (1881), svým názvem odkazuje k emigrantům vracejícím se do vlasti s novými myšlenkami.

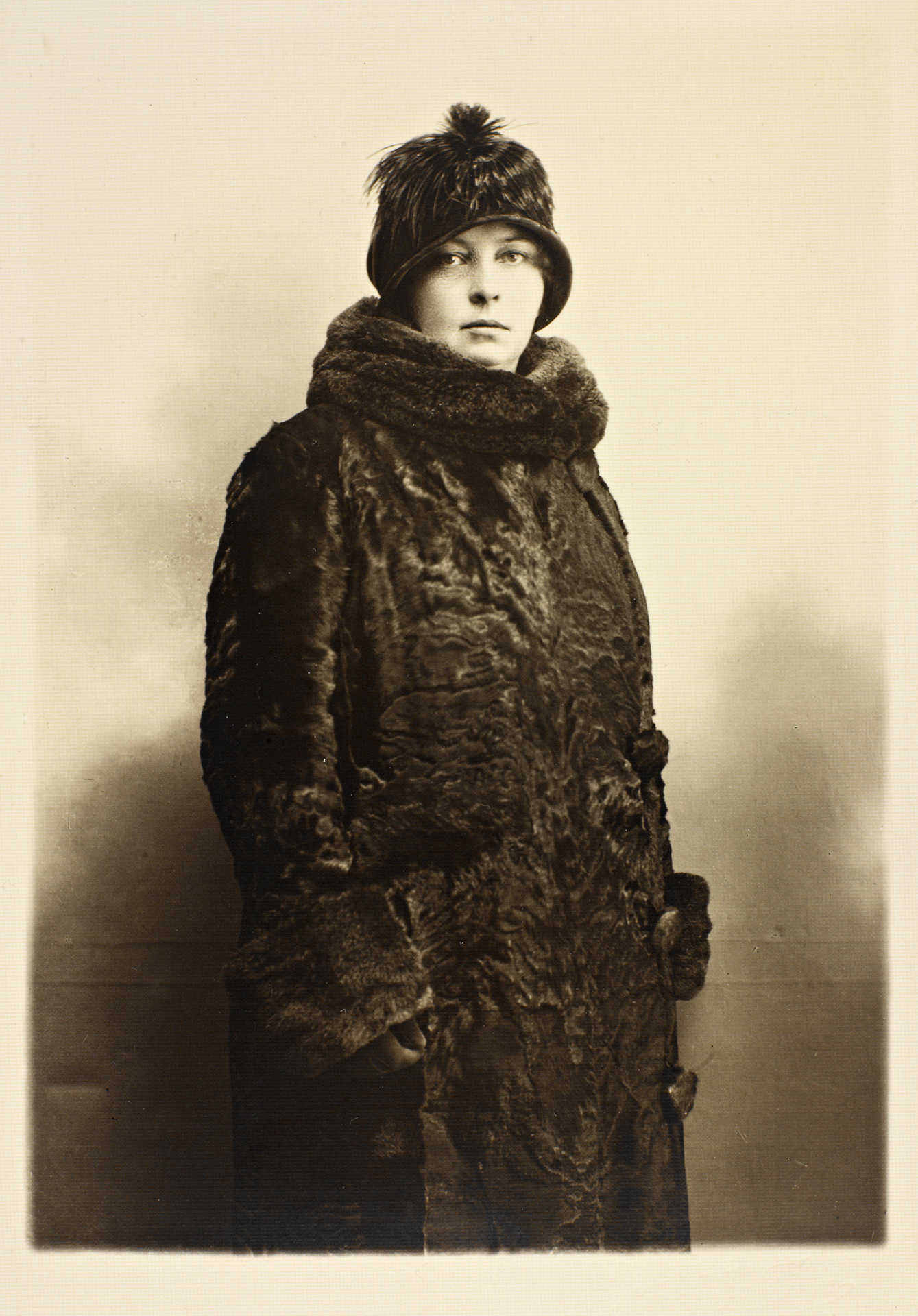
Sigrid Undsetová (1928), laureátka Nobelovy ceny za literaturu za rok 1928

Arne Garborg psal zpočátku převážně naturalisticky, postupem času do svého díla přijal prvky psychologizující, symbolické a lyrické. Prosadil se dílem Selští studenti (1883). V románech Mužští (1886) a U maminky (1890) zkoumal společenskou a ekonomickou determinaci sexuality. Svým výrazným románem Umdlené duše (1891) již přešel na hranici dekadence a modernismu. Výhradní naturalistkou byla Amalie Skramová, píšící o milostných a sexuálních obtížích žen. Za její nejlepší dílo je považována čtyřdílná románová série Lidé z Hellemyru (1887–1898), líčí materiální bídu čtyř generací venkovského rodu. K radikálnímu anarchistickému a morálně nihilistickému naturalismu zaměřenému proti instituci manželství se hlásila Kristianská bohéma. Jejími výraznými tvůrci byli Hans Jæger s románem Ze života Kristianské bohémy (1885) a malíř Christian Krohg s románem Albertina (1886), líčícím život dívky donucené okolnostmi k prostituci.
V 90. letech se v norské literatuře objevil obrat k přírodě a mnozí autoři se vzdali realismu ve prospěch modernějších směrů. Slavný autor Knut Hamsun byl známý svým odporem vůči realistické tradici, některá jeho pozdější díla, především Děti doby (1913) a Město Segelfoss (1915), popisující kapitalistický přerod v norském přístavním městečku, bývají ovšem k realismu přiřazována. Významný dramatik Gunnar Heiberg opustil realistická východiska ve prospěch vitalistického individualismu a symbolismu. Autorka Ragnhild Jølsenová, tvořící na přelomu 19. a 20. století, je stavěna na rozhraní novoromantismu a novorealismu. Ve svých dílech nezřídka popisovala těla pohledných mladých mužů, což byl realistický aspekt do té doby v norské literatuře nevídaný. Zároveň často tematizovala smrt, morbiditu a exotično.
Někteří literáti nicméně pracovali s realistickou poetikou i nadále. Období mezi léty 1907 a 1930 bývá popisováno jako éra, v níž „nový realismus“ převládá. Nepřehlédnutelnou pokračovatelkou realistické tradice je Sigrid Undsetová, tvořící jak povídky a romány ze své doby, jako například román Jenny (1911), tak zejména historické prózy, k nimž patří i její patrně nejslavnější dílo, trilogie historických románů Kristýna Vavřincova (1920–1922). Ve svých textech tematizovala etický rozměr lidských vztahů a postavení žen ve společnosti. V roce 1928 jí byla udělena Nobelova cena za literaturu, mimo jiné za její „soucitné ale nemilosrdně pravdivé“ zobrazení života žen v Kristianii (dnešní Oslo) a za popsání minulosti a jejích početných lidových mas, které „v jejích prózách ožívají v živějším a pevnějším tvaru než neuspořádaná společnost současnosti“. Psychologický realista Olav Duun tvořil až do 30. let 20. století a jeho hlavním dílem je šestidílný románový cyklus Lidé z Juviku (1918–1923). Do pozice sociálního kritika industriálních společenských změn se postavil realista Johan Falkberget, známý naturalistickým románem Zápalná oběť (1918). Realistickým portrétistou dělnictva byl Kristofer Uppdal, pisatel desetidílného románového cyklu Tanec říší stínů (1919–1924) se silnými vitalistickými a expresionistickými prvky. Venkovské a rybářské prostředí líčil Johan Bojer, autor pozdních realistických děl jako Poslední viking (1921) nebo Lidé u moře (1929).

### Švédsko

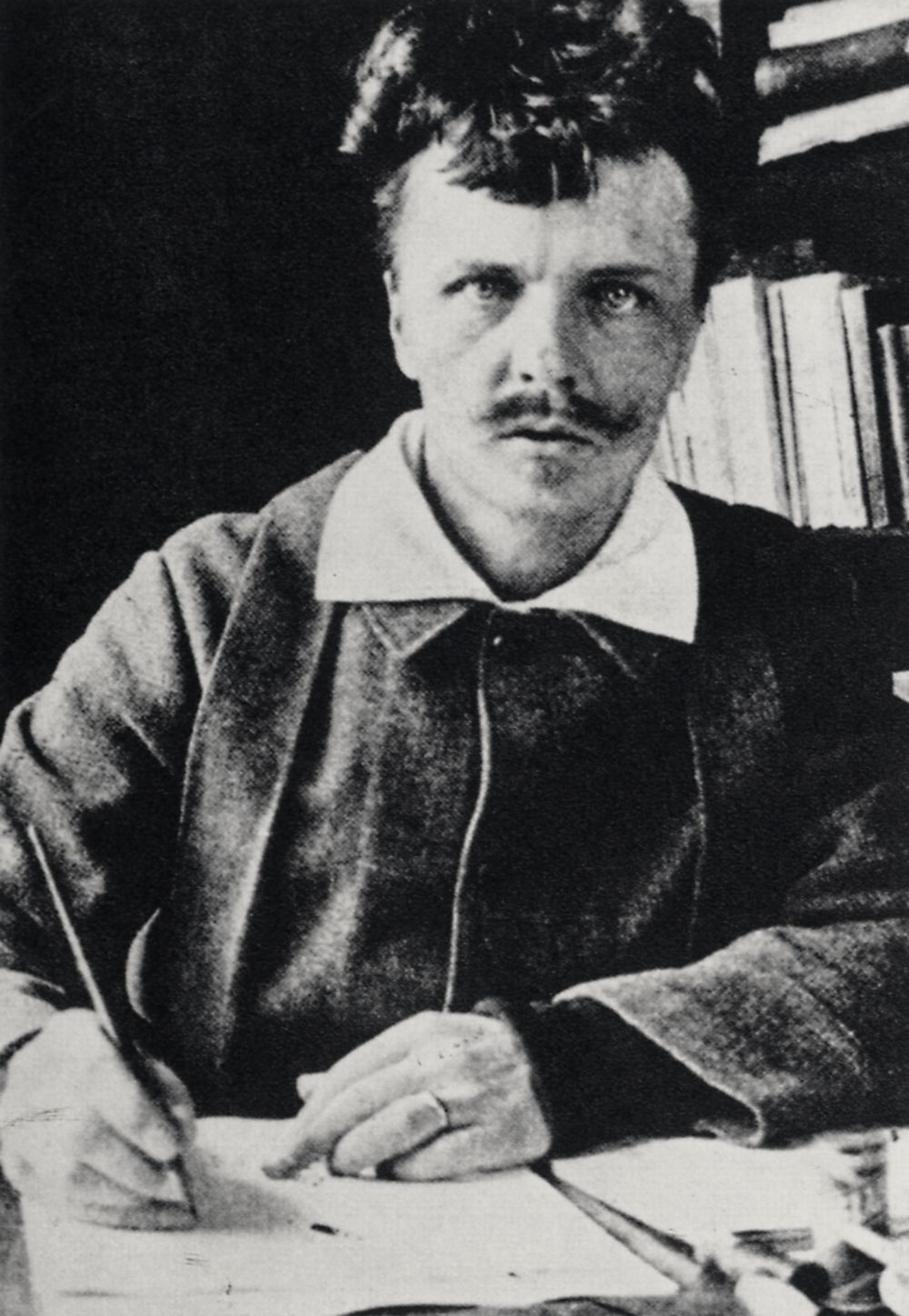
August Strindberg (1886), v rané fázi své tvorby průkopník švédského realismu

Do švédské literatury přišel „moderní průlom“ se zpožděním. Romantický idealismus dlouho převládal a byl realismem a naturalismem nahrazen až v 80. letech 19. století, když se o slovo přihlásil významný spisovatel August Strindberg a naturalistická skupina „Mladé Švédsko“ („Det unga Sverige“). Úvahy o realismu se nicméně objevily již dříve, v souvislosti se založením časopisu Aftonbladet (1830) a rozšířením žánru lidové či regionální črty (folklivsskildring). Z nejstarší, proto-realistické tvorby lze jmenovat pozdní díla Carla Jonase Loveho Almqvista. Almqvist se k realismu přímo přihlásil už v roce 1839, když odsoudil vyumělkovanost romantické tvorby. Ranou realistickou tvůrkyní je také Fredrika Bremerová. V roce 1853 publikovala svůj program: zachytit život „v celé jeho kráse, ošklivosti, velikosti, malosti, hořkosti, jedním slovem, v celé jeho pravdivosti“. Tyto ambice následně realizovala v románu Hertha (1856), kritiky ztrhaném jakožto nemravném.
Švédský moderní průlom začal publikací Strindbergova románu Červený pokoj (1879), popisovaného jako „typický naturalisticky obrácený bildungsromán“ či „jakási moderní variace pikareskního románu“. Má rozvolněnou kompozici a je napsán čtivý, impresionistickým stylem. Také ve své poezii, psané volným veršem, používal Strindberg naturalistický jazyk. Ve dvojici povídkových sbírek Manželské historie (1884) kritizoval některé aspekty ženské emancipace a zdůraznil, že biologickou povinností a radostí ženy je především rodit děti. Přestože byl jinak liberálním příznivcem zrovnoprávnění žen, bývá za tento přístup někdy označován za misogyna. Za jednu z povídek, „Odměny ctnosti“, jej také čekalo soudní obvinění z blasfemie, odsouzen však nebyl. V populární próze Lidé na Hemsö (1887) propojil Strindberg darwinistické teze s prvky humoru. K psychologickému realismu se Strindberg přesunul v románech Na břehu moře (1890) a Bláznova obhajoba (1893), v nichž je cítit silný vliv Friedricha Nietzscheho. Mezi Strindbergova nejdůležitější dramata patří Otec (1887), Slečna Julie (1888) a Věřitelé (1889). Vycházejí z podobných principů jako Ibsenovy realistické hry, zacházejí však dále v otevřeném líčení mezilidských vztahů, úspornosti a koncentrovanosti. Strindberg je považován za zakladatele naturalistického dramatu. Proměna Strindbergovy poetiky a jeho opuštění realistických východisek se datuje prózou Inferno (1898), silně moderní a metafyzickou, ovlivněnou Emmanuelem Swedenborgem. O pozdních Strindbergových hrách kolem přelomu letopočtu se již mluví jako o expresionistických. Dočasný návrat k naturalistickému dramatu představuje pouze Tanec smrti (1901).

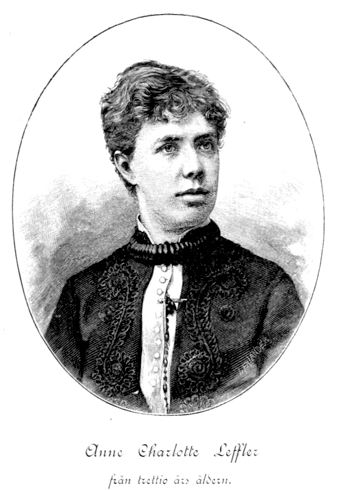
Anne Charlotte Lefflerová, významná švédská realistická spisovatelka

Strindberg zpočátku také patřil do skupiny „Mladé Švédsko“, brzy se však vydal vlastní cestou. Hlavním šiřitelem myšlenek a programu skupiny byl prozaik Gustaf af Geijerstam. Byl však zřejmě nejméně nadaným a nejméně úspěšným členem, byť energickým a produktivním. Živý svět se mu podařilo vytvořit až pod vlivem Dostojevského a Tolstého ve sbírkách venkovských próz Chudí lidé I, II (1884, 1889) a ve Vyprávění královského fojta (1890). Ke skupině se řadila i tehdejší nejuznávanější švédská spisovatelka, Anne Charlotte Lefflerová. Pod pseudonymem Carlot vydávala především povídky, silně satirické a kritické vůči společnosti a její přetvářce. Mezi léty 1882 a 1890 vyšlo pět svazků jejích próz pod názvem Ze života. Za umělecky významnou členku „Mladého Švédska“ bývá považována rovněž Victoria Benedictssonová, píšící pod mužským pseudonymem Ernst Ahlgren. K jejím dílům patří román Peníze (1885), příběh postupné emancipace ženy vdané za staršího manžela. Román Paní Marianne, propagující partnerskou lásku na úkor volné sexuality, se v moderních kruzích dočkal odsouzení, a to i ze strany Georga Brandese, do nějž byla Benedictssonová zamilovaná. Pod tíhou kritiky a neopětované lásky ukončila svůj život sebevraždou. Ola Hansson byl autorem esejí, lyrických próz, ale i sociálně laděné poezie. Později se odklonil od naturalismu směrem k temně laděným psychologickým povídkám se zločineckou tematikou. Málo temperamentní Tor Hedberg produkoval psychologické novely, romány a dramata, doplněné pečlivě realistickou kresbou prostředí. Mezi jeho zajímavější romány patří Johannes Karr (1885) a Na statku Torpa (1888).
V 90. letech 19. století se proti realistické poetice vymezil Carl Gustaf Verner von Heidenstam, pozdější nositel Nobelovy ceny za literaturu, když styl předchozí dekády v eseji Renesance (1889) označil za „příštipkářský realismus“ („skomakarrealismen“) bez fantazie. Sám tvořil silně lyricky, novoromanticky a novoklasicistně. Tvorba Selmy Lagerlöfové, jiné švédské nobelistky, spojuje realistické a fantastické prvky a v mnohém předjímá magický realismus. K jejím uznávaným dílům patří především román Gösta Berling (1891). Hjalmar Söderberg mísil realistický způsob vyprávění s lyrickými a symbolistními prvky a do dějin literatury se zapsal mimo jiné románem Na scestí (1895) nebo dramatem Gertruda (1906).
Další generace realistických autorů se pak ke slovu dostala počátkem 20. století. Navázala na autory 80. let 19. století a zdokonalila román, avšak neexperimentovala a soustředila se na tvorbu solidních, důkladně dokumentárně podložených děl o potížích dobové společnosti. Nejdůležitějším tvůrcem tohoto proudu je Hjalmar Bergman, k realistickému stylu nicméně přidával také fantastické a snové prvky a vzhledem ke složitější kompozici bývají jeho prózy označovány za částečně modernistické. Vrcholu dosáhl mezi lety 1917 a 1921, kdy vydal pět svých nejuznávanějších románů, včetně Vzpomínek mrtvého (1918) a Markurellů z Wadköppingu (1919). Psal také dramata s náběhy k expresionismu a filmové scénáře. Mezi „měšťanské realisty“ (tiotalister) patřila Elin Wagnerová s tragicky laděným románem Åsa-Hanna (1918). Ve svých textech zdokumentovala Wagnerová mimo jiné švédský boj za volební právo žen. Sigfrid Siwertz, nazývaný nejelegantnějším a nejobratnějším autorem této generace, je znám prózou Flákač (1914), válečným románem Odraz ohně (1916) a nejvíce ironickým, místy až nenávistným sociálním románem Selambové (1920), vyprávějící o rodině posedlé touhou po majetku. Své prózy zasazoval do městského prostředí Stockholmu.

### Finsko

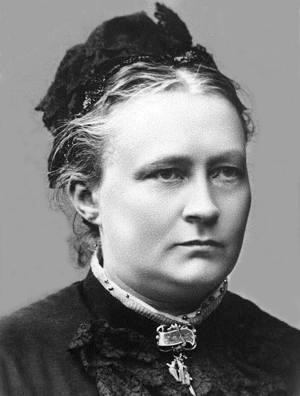
Minna Canthová, nejvýraznější osobnost finského realismu

Ve Finsku přispěly ke vzniku a zformování realistického programu různé proudy, které do země v 70. letech pronikaly přes Skandinávii: Comtův pozitivismus, darwinismus, Spencerovy myšlenky, a teorie Johna Stuarta Milla a Hippolyta Taina. Silný byl vliv dánského kritika Georga Brandese, Ibsenových her a tvorby dalších norských a také ruských autorů. V 80. letech vznikly dva důležité literární salony v Kuopiu: Salon Minny Canthové a ruskými vzory inspirovaná škola Järnefeltových. Postupně se rozvinula povídka a jiné kratší žánry, časem pak vznikl také finský realistický román. Naturalistické tendence byly ve srovnání se Švédskem ve finském prostředí spíše odmítány. Významným a rozšířeným rysem finského realismu bylo užívání typů (typických jedinců) pro reprezentaci celých skupin lidí. Tento postup zčásti převzali finští prozaici z teorií ruského kritika Vissariona Grigorjeviče Bělinského.

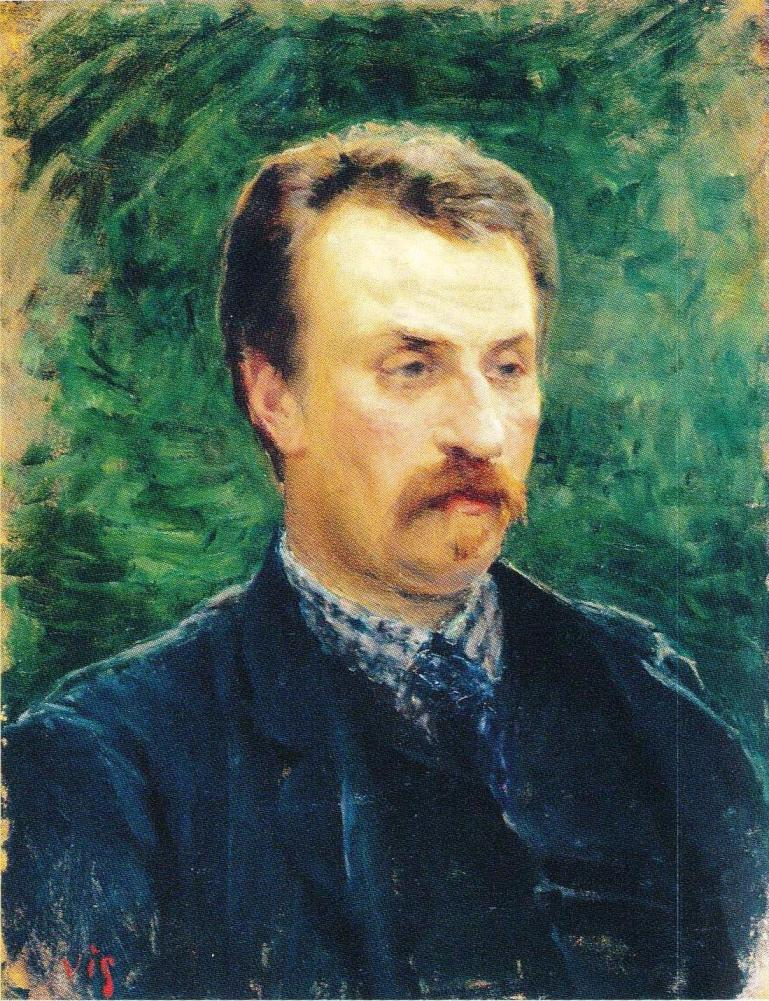
Finský realistický tvůrce Juhani Aho (1891), na obraze malířky Venny Soldan-Brofeldtové

Vůdčí postavou finského realismu byla Minna Canthová. Po rané tvorbě, poznamenané ještě romantismem, přišel přelom v podobě hry Dělníkova žena (1885), zasazené do prostředí městského proletariátu a tematizující problém alkoholismu a ženských práv. K otázce nezaměstnanosti se Canthová obrátila v novele Chudý lid (1886) a dramatu Děti smůly (1888). V 90. letech se pak snažila o hlubší psychologické prokreslení svých charakterů, například ve hrách Pastorova rodina (1891) nebo Anna-Liisa (1895).
Juhani Aho, o dvacet let mladší než Canthová, se ve svých realistických prózách zabýval zejména mapováním různých společenských tříd a konfliktem mezi starým a novým. Jedním z jeho nejvýraznějších děl je humorná novela Železnice (1884). Věnoval se však také ženské otázce, a sice v románu Pastorova dcera (1885). Později se přiklonil k ornamentálnímu a lyrickému novoromantickému stylu. S realistickými tendencemi spojil tento způsob psaní na přelomu 10. a 20. let 20. století, zejména v románu Juha (1911). Arvid Järnefelt, obdivovatel Lva Nikolajeviče Tolstého, opustil právnickou kariéru a odstěhoval se na venkov, což popsal v autobiografické próze Mé probuzení (1894). Teuvo Paakala se ve svých žánrových obrázcích zaměřil na život severofinských vorařů. Do prostředí městské chudiny zasadil romány Ve Vaaře (1891) a Elsa (1892). Pro pozdní realismus jsou typičtí také formálně nevzdělaní lidové spisovatelé (kansankirjajailijat), z nichž k nejznámějším patří Kauppis-Heikki (vlastním jménem Heikki Kauppinen). K výrazným tvářím finského realismu se řadí taktéž švédsky píšící Karl August Tavaststjerna, Ahovi mladší bratři Kalle a Pekka a četní spisovatelé skupiny Mladé Finsko (Nuori Suomi), zejména pak Santeri Ivalo s realistickými historickými romány jako Juho Vesainen (1894), zasazený do válek s Ruskem v 16. století.
Novoromantické a realistické postupy mísí na konci první dekády 20. století Johannes Linnankoski, charakteristická je novela Běženci (1908). K novorealismu se po období novoromantické tvorby obrátil také Ilmari Kanto v novele Červená čára (1909) (ještě v baladické formě a s fantastickými prvky) a pozdějších textech, například Josefovi z Ryysyranty (1924). Syntézou novoromantismu, impresionismu a realismu je znám Joel Lehtonen. Pro Marii Jotuni se stal typickým strohý, ironický styl. Psala hlavně povídky a dramata, k nimž se řadí kupříkladu komedie Mužovo žebro (1914).

### Island
Již v prvním islandském románu vůbec, sentimentálním příběhu Chlapec a dívka (1850), napsaném a vydaném Jónem Thoroddsenem lze nalézt prvky realistického popisu venkova. Realistický průlom však na Island dorazil až v 80. letech 19. století, poté, co roku 1882 vyšla v Kodani antologie krátkých překladů Verðandi. Od roku byl publikován na realismus zaměřený literární měsíčník Heimdallur. Hlavním propagátorem brandesovského realismu byl básník Hannes Hafstein, později první islandský domácí předseda vlády. Gestur Pálsson, významný raný realistický povídkář, byl pro svou kritičnost vůči společnosti z Islandu vypuzen a později za záhadných okolností zahynul. V 90. letech se v severním zemědělském okresu Þingey utvořila skupina venkovských naturalistických prozaiků. Nejvýznamnější z nich byl Þorgils gjallandi. Jeho jediný román, U vodopádů (1902), si za téma bere lásku nevlastních sourozenců.
Také po přelomu století převažovali v literatuře venkovští autoři. Guðmundur Magnússon psal pod pseudonymem Jón Trausti epicky vylíčil život na venkově ve dvoudílném románu Halla – Usedlost na horské pláni (1906–1911). Do islandské tvorby vnesl étos hospodářského jedince, přičemž důraz kladl na silného, podnikavého jedince. Od 20. let působil v islandské literatuře Guðmundur Hagalín. Dějiště svých próz, například románu Kristrún z Hamravíku (1933), umisťoval do západních fjordů a snažil se o realistické zachycení prostředí i mluvy.

### Nizozemsko

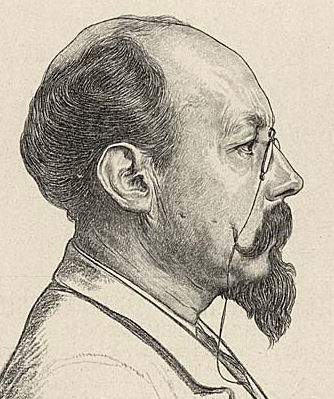
Litografie Marcella Emantse (1897), nizozemského naturalisty a pozitivisty

V nizozemské literatuře se první realistické prvky začínají v textech objevovat ve druhé polovině 19. století. Lze je nalézt například v protikolonialistickém románu Max Havelaar (1860). Eduard Douwes Dekker jej podepsal pseudonymem Multatuli a smísil v něm realistické prvky (popis dobového fungování koloniální správy na Jávě) a prvky, které realistickým konvencím vzdorují (vynalézavé proměny vyprávění, odbočky a digrese, parodizace, poezie). Jiné nizozemské raně realistické prózy té doby jsou ovlivněné biedermeierovskou estetikou, pracují s jednoduchým jazykem a soustředí se na každodenní běh domácnosti.
V 80. letech 19. století se, jako důsledek ekonomického, kulturního i společenského rozmachu, začal projevovat zvýšený zájem o sociální otázky a ženskou emancipaci. Do literatury nastoupilo takzvané hnutí osmdesátníků a učinilo rázný konec dosud převládající provinčnosti a soustředění na moralizující a idealizující poezii rodinného krbu. Za počátek nizozemského naturalismu je považován rok 1879, kdy byly publikovány Tři novely Marcela Emantse. Evantsův způsob psaní ovlivnily především Turgeněvovy texty. Rovněž si dopisoval Hippolytem Tainem a přijímal jeho pozitivistické teze. Na svých postavách obvykle neshledává nic zajímavého a zaměřuje se na jejich narušenou, dědičností determinovanou psychologii. Jeho nejvýznamnějším románem je Zpověď z pozůstalosti (1894), studie muže, který zavraždil svou manželku.
Četní mladí nizozemští autoři pak navazovali na myšlenky Émila Zoly. V roce 1885 se objevila Prinsův soubor naturalistických novel nazvaný Ze života. Nejaktivnějším Zolovým propagátorem se však stal Frans Netscher, autor novely Studie podle nahého modelu (1886). Lodewijk van Deyssel označil Netschera za epigona a sám se pokusil pracovat s novými směry v novele Láska (1888), propojující naturalismus s prvky impresionismu a bohatým poetickým jazykem. K nizozemským naturalistům se řadí také Louis Couperus, autor románu Eline Verová (1889). Ten se však záhy od naturalismu odvrátil ve prospěch transcendentního psaní a mysticismu.

### Belgie

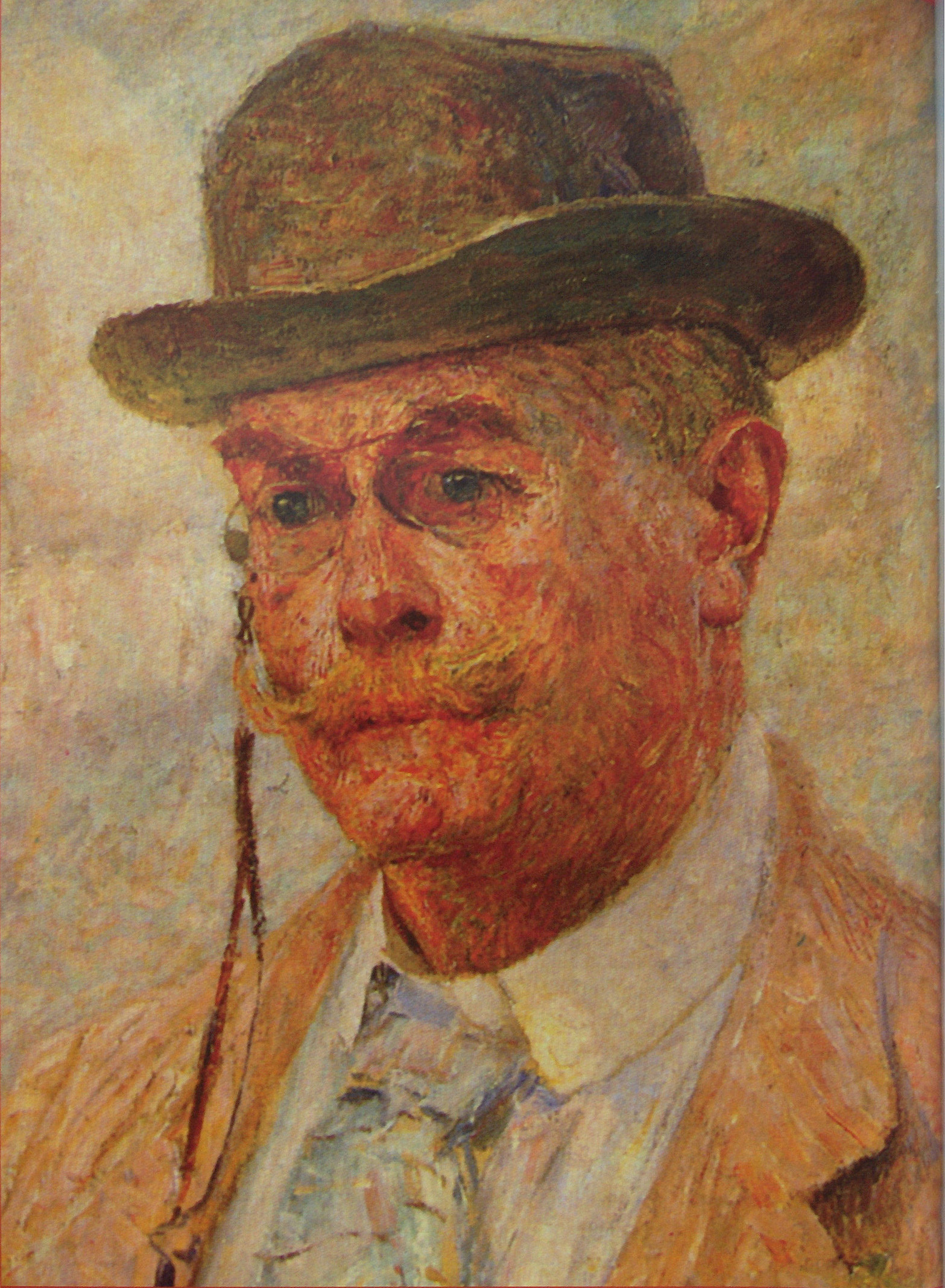
Camille Lemonnier, belgický naturalista na obraze Émila Clause

Ve vlámské belgické literatuře se začal realismus projevovat v druhé polovině 19. století v dílech Reimonda Stijnse nebo sester Lovelingových. Virginie Lovelingová a Rosalie Lovelingová se zabývaly převážně domáckým a venkovským životem, Virginie později psala politické, proticírkevně laděné a sociálně kritické prózy. Výrazným dílem se stal také Vlámský chlapec (1879), jejž Amand de Vos publikoval pod pseudonymem Wazenaar.
Na francouzské vlivy se však Vlámové dívali spíše s podezřením, první naturalistické prózy se proto objevily se zpožděním. Autorem, který je do vlámského prostředí zavedl, byl Cyriel Buysse. Začal novelou Trhač rákosu (1890) a románem Právo silnějšího (1893). Kolem přelomu století se obrátil k méně ponurým tématům a realistickému ztvárňování vlámského venkova, například v knihách Kůň (1899) nebo Život Rozáry Dalenové (1906).

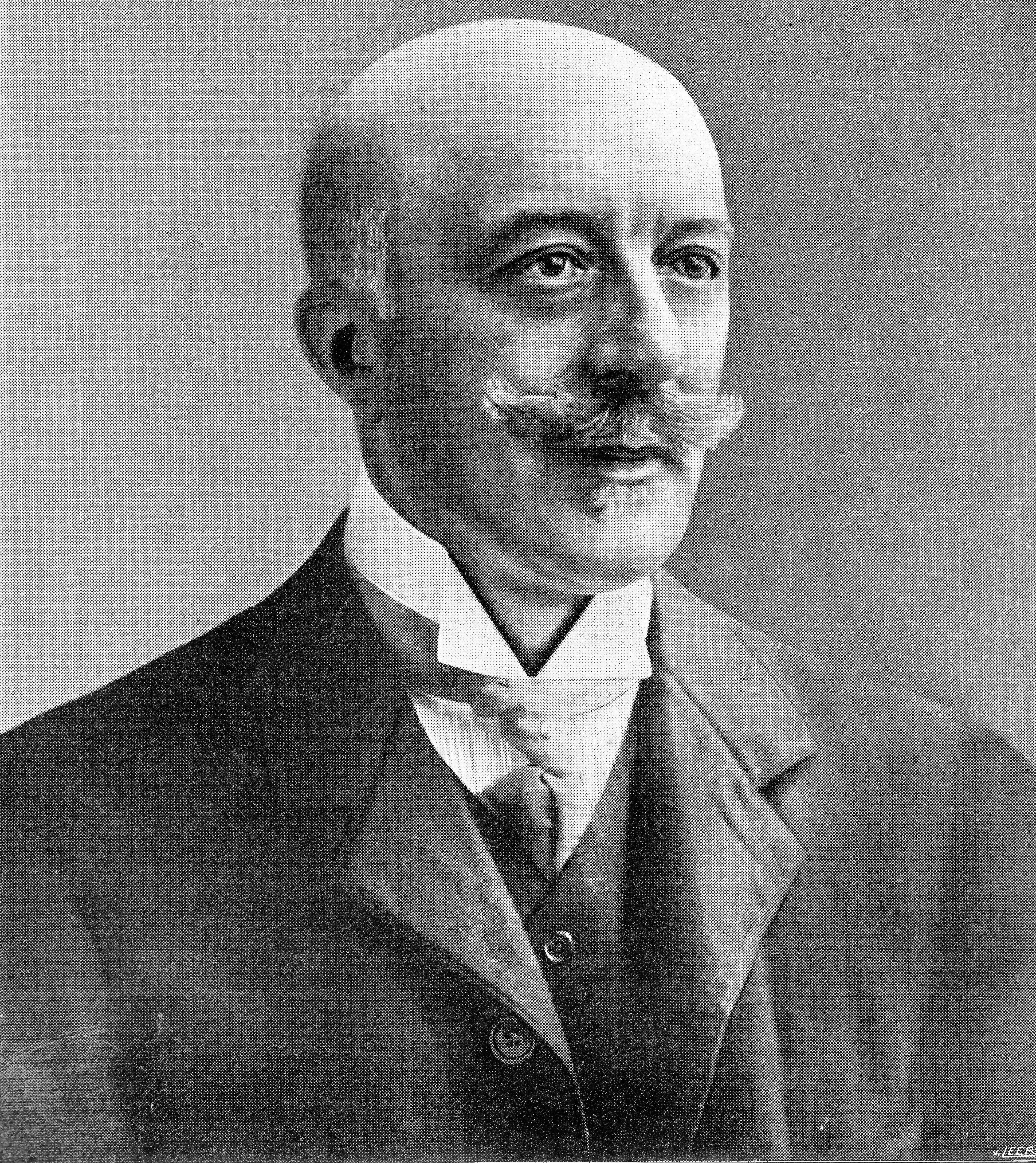
Cyriel Buysse (1910), belgický realista a naturalista

Naturalismem byl ve svém raném období poznamenán také nejvýraznější z vlámských prozaiků, Frank Lateur, píšící pod pseudonymem Stijn Streuvels. Ideje naturalistické determinace lidského života však také u něj již v prvních letech 20. století ustoupily nadějnějšímu realistickému pojetí, a to v prózách jako Koloběh smrti (1901) či Cesta vede k domovu (1902). Streuvels je považován zejména za autora vlámského venkova a jeho dílem prostupuje fatalismus a náboženská víra. Tyto prvky jsou typické zejména pro jeho nejdůležitější román Lniště (1907). Městské prostředí představil ve vlámské literatuře Emmanuel de Bom v introspektivním realistickém románu Vraky (1898). Toto dílo, které se zaobírá depresivními a pasivními lidmi, „vraky na moři života, je považováno za průkopnické rovněž v žánru psychologické prózy.
Francouzsky hovořící Valoni přijímali pařížské vlivy dychtivěji. Émilem Zolou se inspiroval Camille Lemonnier, naturalistickou poetiku vnesl do belgického prostředí zejména dílem Mužství (1881, přeloženo také jako Syn země). Postupně se od realistických a naturalistických východisek vzdálil. Václav Černý uvádí, že lyrismus Lemonniera během je kariéry postupně unesl až na pomezí symbolismu.
Z navazující generace je nejvýznamnějším tvůrcem Georges Eekhoud. Ve svých raných románech, jako je Kees Doorik (1883) tematizuje životy rolníků a dělníků a staví proti sobě necivilizované, hrubé protagonisty a civilizovanou, ale o nic méně brutální měšťanskou společnost. O belgickém prostředí psala také Neel Doffová, frankofonní autorka nizozemského původu. Ve svých sociálně kritických realistických dílech, například Roky hladu a nouze (1911), autobiograficky zobrazovala chudinské prostředí Amsterdamu, Bruselu a dalších měst. Bývá řazena k proletářské literatuře. Na počátku 20. století se také objevil realistický regionalismus. K jeho úspěšným tvůrcům patří Hubert Krains, zobrazující a oslavující život ve své rodné Hesbaye.

### Řecko

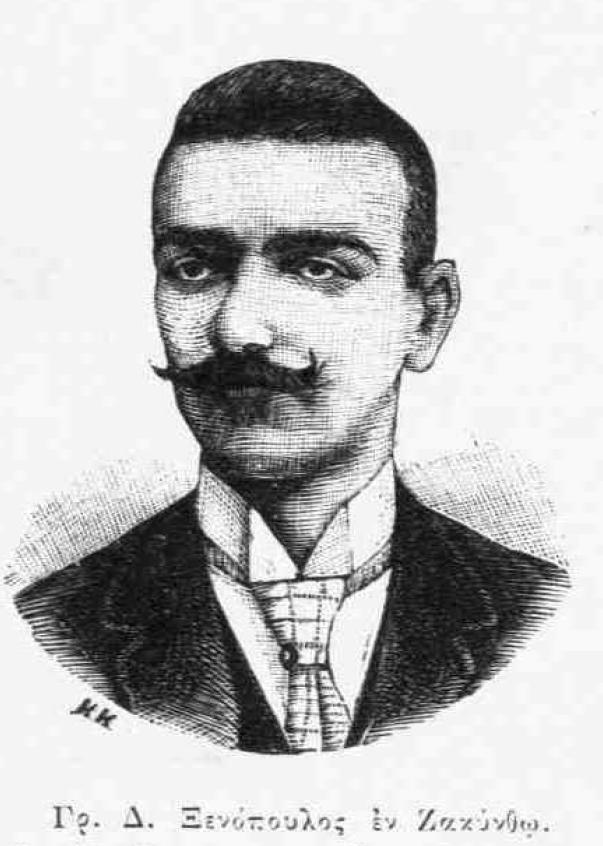
Grigorios Xenopulos (1888), řecký realistický prozaik a dramatik

V novořecké literatuře 19. století dlouho převládal idealizující romantismus inspirovaný Walterem Scottem a obracející se pseudorealistickým způsobem k historické látce. Za rané realistické dílo bývá pro svou kritiku dobové společnosti čerstvě samostatného řeckého státu považován román Thános Vlékas (1855), jehož autorem je Pávlos Kalligás. Naivní realistickou iluzi romantických historických románů pak odmaskoval zejména Emmanuel Roidis v satirickém románu Papežka Jana (1866).
Romantizující tendence začaly ztrácet svou vedoucí pozici v 70. letech 19. století, kdy je začala pozice pomalu získávat realistická podoba dříve idealizovaných ithografik – žánrových venkovských próz. Díky této tradici bylo později etnografické zkoumání lidových vrstev, nejprve vesnických, později také městských, významným východiskem realistické tvorby také městských. Určující význam měla pro ranou realistickou tvorbu také povídka Dimitria Vikela „Lukis Laras“ (1879), která uchopila téma řecké osvobozenecké války z nedramatického, nehrdinského úhlu pohledu. Skutečně přelomovým okamžikem se však stalo až vydání překladu Zolova románu Nana v roce 1880. Zolova metoda se pak pro značnou část řecké produkce následujících třiceti let stala jedním ze středobodů.
K realistickým autorům 80. let se řadí především prozaik a básník Georgios Vizyinos, autor šest rozsáhlých, psychologicky laděných povídek s tajemstvím, z nichž první byl „Hřích mé matky“ (1883). Alexandr Papadiamantis napsal přes dvě stovky velmi podobně laděných povídek, nejčastěji s lidovými nebo náboženskými náměty. K nejslavnějším patří „Vražedkyně“ (1903).
Nejvýraznějším členem realistické generace, jež začala publikovat na přelomu 19. a 20. století, byl Grigorios Xenopulos. Z jeho dvaceti románů, pro něž byla vzorem díla Zolova, Balzacova a Dickensova, dosáhla největšího úspěchu trilogie Bohatí a chudí (1919), Poctiví a nepoctiví (1921) a Šťastní a nešťastní (1924). Xenopulos byl činný také ve tvorbě dramatické literatury, která se po obratu k realismu začala zabývat psychologií postav z různého prostředí. Prozaik Konstantinos Theotokis svou poetiku založil na sociálních důrazech a inspiraci Dostojevským a Tolstým, což je obzvláště znát na povídce „Odsouzený“ (1919), jejíž hrdina připomíná knížete Myškina z románu Idiot. Děj románu Otroci v poutech (1922) se odehrává na ostrově Kerkyra a zachycuje proměny v aristokratické i měšťanské společnosti a rostoucí důraz na peníze.

### Kanada

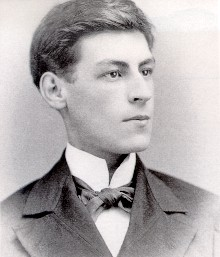
Rodolphe Girard (asi 1900), autor románu Marie Calumetová (1904)

Ve frankofonní části Kanady přetrvávaly ve druhé polovině 19. století klasicistní tendence, vůči který se snažily prosadit modernější směry jako romantismus a realismus. Pozdější quebecký premiér a obdivovatel Balzacova díla, Pierre-Joseph-Olivier Chauveau, se do dějin kanadské literatury zapsal svou jedinou knihou, románem Charles Guérin – Román o mravech kanadských (1853). Konzervativní quebecká kultura se nicméně silně vymezovala vůči francouzské tvorbě a novým tendencím od ní přicházejícím. Manifest „Literární hnutí v Kanadě“ z roku 1866, jehož autorem byl katolický kněz a historik Henri-Raymond Casgrain, položil důraz na misionářský rozměr literatury a odmítl moderní realismus, který byl v textu označen za „projev bezbožného materialistického myšlení“. Realistické romány, které začaly vznikat kolem přelomu 19. a 20. století, pak často propojovaly estetický rozměr s politickými snahami. Vůdčím žánrovým typem byl takzvaný „román rodné hroudy“, a to v konzervativní podobě (zdůrazňující čistotu venkova a patriarchální selské rodiny opřené o katolickou víru) a liberální podobě (s hrdiny zakládajícími nové osídlení uprostřed lesů).

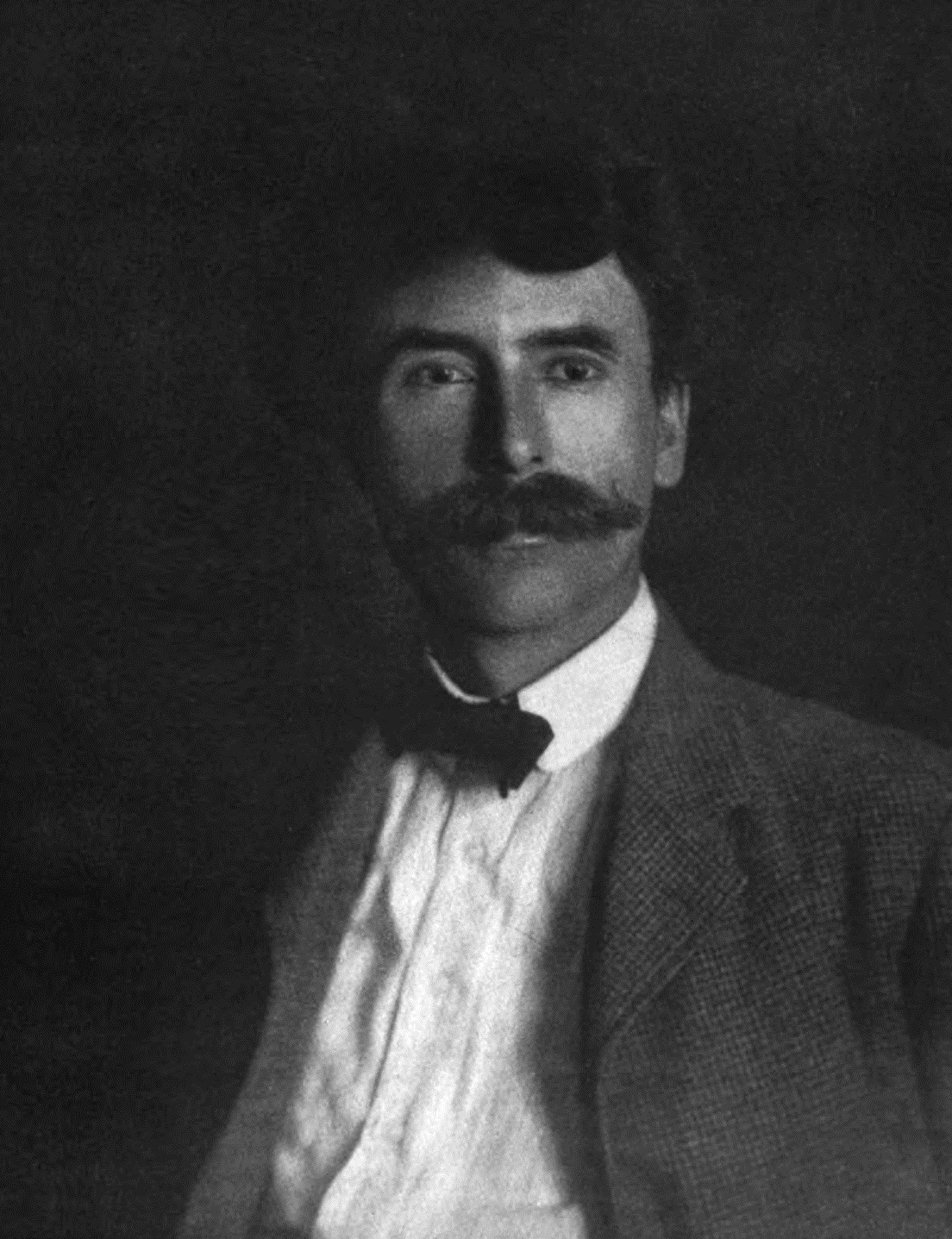
Ernest Thompson Seton (asi 1901) psal realistické povídky o zvířatech

Francouzský autor Louis Hémon se přistěhoval do Kanady v roce 1911 a proslavil se románem Marie Chapdelainová (1913), spojujícím realistické zpodobnění venkova a řeči sedláků s lyrickými pasážemi. S obtížemi vznikaly také kriticky či parodicky laděné vesnické romány. Tyto žánry jsou v kanadské literatuře spojeny se jmény Rodolphe Girard, Albert Laberge a Arsène Bessette. Girard je znám především komicky laděným románem Marie Calumetová (1904) o bodrém, avšak nepříliš praktickém faráři, kterému vládne jeho hospodyně. Laberge byl autorem především povídek a črt, dokončil jen jediný román, Smraďošku (1918). Dílo musel publikovat na vlastní náklad, neboť již ukázka uveřejněná v časopise se setkala s ostrým odsouzením církevních kruhů a k dalšímu vydání došlo až v roce 1968. Bessette napsal především román Začátečník (1914). Toto dílo s podtitulem „Mravoličný román o politické žurnalistické v quebecké provincii“ popisuje život novináře Paula Mirota a představuje významný milník v přesunu od rurální tematiky k městské.
V anglofonní kanadské kultuře byl nástup realismu ještě pomalejší. Charakteristická jsou regionální črty a zejména realistické či naturalistické příběhy o zvířatech, jejichž nejúspěšnějším tvůrci se na konci 19. a začátku 20. století stali Charles G. D. Roberts a především Ernest Thompson Seton. Moderní kanadský realistický román se pak rozvinul teprve ve 20. letech 20. století, zejména v souvislosti se vznikem „prérijního realismu“, jehož díla popisují příchod mechanizace a industrializace do na území do té doby velmi tradičních a rurálních kanadských prérií. Jedním z prvních románů tohoto typu byli Osadníci (1916) Roberta J. C. Steada, zachycující společenské převraty v letech 1882 až 1910. K nejvýraznějším dílům se pak zařadila Straka (1923) Douglase Durkina, pojednávající o obchodníkovi na winnipežské burze s obilím a jeho návratu k tradičnímu způsobu životu poté, co je znechucen nemorálností a bezcitností moderního světa.
Martha Ostensová je autorkou realistické romance Divoké husy (1925) o zemědělcích v Manitobě. Frederic Philip Grove emigroval do Kanady z Německa a ve svých textech dokumentárního rázu jako Po prérijních stezkách (1922) a svými povídkami a romány jako Chléb náš vezdejší (1928) obohatil anglokanadské písemnictví o sociální důrazy a naturalistické prvky. Ve 30. letech vstoupili do literatury realističtí prozaikové, jejichž hlavním tématem je velká hospodářská krize: zejména Morley Callaghan a jeho Taková je moje milovaná (1934) nebo Sinclair Ross s románem Pokud jde o mne a můj rod (1941). Výrazné realistické prvky má také první román Hugha MacLennana Barometr stoupá (1941), pojednávající o explozi v halifaxském přístavu.